# 조커 (2019년 영화)
《조커》(영어: Joker)는 토드 필립스가 감독 및 제작하고 스콧 실버와 공동 집필한 2019년 미국 심리 스릴러 영화이다. DC 코믹스 캐릭터를 모티브로 하는 이 영화는 호아킨 피닉스를 주연으로, 빌런 '조커'의 기원을 다룬다. 1981년을 배경으로 한 《조커》는 실패한 광대이자 스탠드업 코미디언인 아서 플렉이 광기와 허무주의에 빠져, 쇠락한 고담시에서 부유층에 대항하는 폭력 혁명을 불러일으킨다는 이야기를 전개한다. 로버트 드 니로, 자시 비츠, 프랜시스 콘로이, 브렛 컬런, 글렌 플레쉬러, 빌 캠프, 쉐어 위햄 및 마크 마론이 조연으로 출연했다. 워너 브라더스 픽처스가 배급한 《조커》는 워너 브라더스 픽처스, DC 필름스 및 조인트 에포트와 브론 크리에이티브, 빌리지 로드쇼 픽쳐스 합작으로 제작되었다.
필립스는 2016년 《조커》를 구상하고 2017년 실버와 함께 각본을 작성했다. 둘은 1970년대 인물 탐구 영화와 마틴 스콜세지의 영화(특히 《택시 드라이버》와 《코미디의 왕》)에서 영감을 받았다. 마틴 스콜세지는 초반 제작에 참여하기도 했다. 필립스와 실버가 아이디어를 얻기 위해 특정한 코믹스 작품만을 본 것은 아니지만, 이 영화는 《배트맨: 킬링 조크》 (1988)의 줄거리 요소를 일부 차용했다. 피닉스는 2018년 2월에 접촉한 이후 그 해 7월에 캐스팅되었으며, 다른 배역의 출연 계약도 대부분 8월에 이루어졌다. 본 촬영은 2018년 9월부터 12월까지 뉴욕시, 저지시티, 뉴어크에서 진행되었다. 《조커》는 미국영화협회에서 R 등급을 받은 최초의 배트맨 실사 영화이다.
《조커》는 2019년 8월 31일 제76회 베니스 국제 영화제에서 처음으로 전세계 상영되어 황금사자상을 수상했으며, 2019년 10월 4일 미국에서 개봉되었다. 피닉스의 연기, 연출, 편집, 악보, 촬영 등은 찬사를 받았으나, 어두운 분위기, 정신 질환 묘사, 폭력성에 대해서는 의견이 갈렸고, 실제 범죄를 조장할 수 있다는 우려도 제기되었다. 그럼에도 불구하고 《조커》는 흥행에 성공했고 10월 개봉작 중 기록을 세웠다. 《조커》는 R 등급 영화 최초로 10억 달러 이상의 수억을 거뒀으며, 2019년 극장 상영 중 6번째로 높은 수익을 올린 영화가 되었다. 또한 《조커》는 여러 영화제의 후보로 지명되었다. 제92회 아카데미상 시상식에서 《조커》는 작품상, 감독상, 각색상 등 11개 부문 후보에 올랐으며, 남우주연상(호아킨 피닉스)과 음악상(힐뒤르 그뷔드나도티르)을 수상했다.

## 줄거리
때는 1981년. 광대 일을 하면서 스탠드업 코미디언을 꿈꾸는 아서 플렉은 어머니 페니와 함께 고담시에서 살고 있다. 고담시의 계급사회는 범죄와 실업이 만연한 상태로, 일부 시민들은 기본권조차 보장받지 못한 채 빈곤 속에 방치되고 있었다. 아서는 느닷없이 웃음이 터지는 장애를 앓고 있으나 심리치료 상담에만 의존하고 있다. 하루는 광대 알바를 하다 골목길에서 불량배들에게 두들겨 맞자, 동료 랜들은 아서에게 호신용으로 쓰라며 권총 한 자루를 건넨다. 한편 아서는 옆집에 사는 싱글맘 소피와 인연을 트고, 나이트클럽에서 열리는 스탠드업 코미디쇼에 자신의 개그를 보러 와 달라며 초대한다.
어느 날, 어린이 병원에서 광대 공연을 하던 아서는 실수로 주머니에 있던 권총을 떨어뜨린다. 사장은 아서가 자신에게 총을 샀다는 랜들의 거짓말을 듣고 전화로 해고 통보를 내린다. 그날 밤, 광대 분장 그대로 지하철에 탄 아서는 여성 승객을 희롱하던 은행원 3인방을 보고 웃음 발작이 터져 시비가 붙는다. 구타당하던 아서는 권총으로 두 사람을 살해하고, 도망치는 나머지 한 명마저 뒤쫓아 사살한다. 지하철 살인 사건이 화두에 오르고, 죽은 이들이 대기업 웨인 엔터프라이즈 직원이었음이 밝혀진다. 웨인 사 회장이자 억만장자 시장 후보 토마스 웨인은 살인범을 비난하며, 그 옹호자들은 성공한 사람들을 질투하는 '광대'나 다름없다고 발언한다. 이에 고담시 상류층을 타도하자는 시위가 벌어지고, 시위자들은 아서의 모습을 따라 광대 마스크를 쓴다. 그 와중에 복지 예산이 삭감되고, 아서에게 무료로 제공되던 심리치료 상담마저 끊기게 된다.
이후 아서는 소피가 지켜보는 가운데 스탠드업 코미디쇼에 나선다. 그러나 의지와 관계 없이 터지는 웃음 때문에 공연 분위기는 어색해진다. 한편 아서는 페니가 토마스 웨인에게 보내려던 편지 한 통을 몰래 읽어 본다. 아서가 웨인의 사생아라며 도움을 호소하는 내용이었다. 진실을 숨겨 온 어머니에게 따진 뒤 곧바로 웨인 저택으로 간 아서는 토마스의 어린 아들 브루스 웨인을 만나지만, 집사 알프레드와 실랑이를 벌이다 달아난다. 그 사이 고담시 경찰청 형사 두 명이 아서의 지하철 살인사건 연루 혐의를 조사하러 집을 방문했다가, 페니가 쇼크를 일으켜 병원에 실려 간다. 병원의 TV로 방영되는 토크쇼에서, 유명한 쇼 호스트인 머레이 프랭클린이 아서를 '조커' (Joker, 웃기는 인간)라 부르고 그의 스탠드업 공연 영상을 틀며 조롱한다. 머레이를 우상으로 생각했던 아서는 방송을 보고 분노한다.
이후 어느 공개 행사에 참석한 토마스 웨인에게 아서가 다가가, 자신이 당신의 친아들이라고 말한다. 그러나 웨인은 페니가 미쳤다며 자네 친모도 아니라고 맞받아친다. 아서는 그의 말을 부정하며 아캄 주립 병원으로 가서 페니의 진료 기록을 강제로 빼앗은 뒤 읽어 본다. 거기에는 페니가 망상장애를 앓고 있었고, 남자친구 중 한 명이 자신의 입양아 '아서'를 학대했음에도 방치했다는 것이 적시되어 있었다. 공황에 빠진 아서는 연인인 소피의 집으로 들어가지만, 그녀는 난데없이 겁에 질려 나가달라고 말한다. 여기서 소피와 보낸 모든 시간은 아서의 망상이었던 것으로 밝혀진다. 다음날 아서는 병실에 누워 있는 어머니를 찾아가 베개로 눌러 질식사시킨다.
한편 아서의 코미디 영상이 컬트적 인기를 끌면서 머레이의 TV쇼 측에서 아서에게 출연 제의를 한다. 쇼에 나갈 준비를 하던 아서에게 전 동료인 랜들과 친구 게리가 찾아온다. 아서는 복수심에 랜들을 가위로 찔러 살해하나, 게리만큼은 "나한테 잘 해준 사람은 너밖에 없었다"며 그냥 내보내준다. 스튜디오로 향하는 길목 계단에서 여유롭게 춤을 추던 아서는 두 형사에게 쫓기다가 광대 시위자들로 가득 찬 지하철에 탑승한다. 형사가 아서를 쫓던 중 격발된 총에 한 시위자가 맞자 한바탕 소요가 벌어지고, 아서는 그 현장을 유유히 빠져나간다.
방송국에 도착한 아서는 생방송 전 대기실에서 머레이를 만나자, 자신을 (그가 이전에 조롱조로 부르던 별명인) '조커'로 소개해 달라고 요청한다. 방송이 시작되고 시청자들의 박수를 받으며 자리에 앉은 아서는 꺼림찍한 농담을 건넨다. 그리고는 자신이 지하철 살인 사건의 범인이라고 자백하고, 자신처럼 억압받고 병든 사람들을 이 사회는 거들떠보지도 않는다며 분노를 표한다. 험악해진 스튜디오 분위기 속에 아서는 계속 자신을 자극하는 머레이를 총으로 쏘아 살해한다. 이후 아서는 체포되어 경찰차로 이송되고, 난장판이 된 고담시 한편에서 어느 폭도가 피신하던 웨인 일가족을 발견, 토마스와 아내 마사를 살해하고 아들 브루스는 혼자 남는다. 한편 구급차가 아서가 타고 있던 경찰차를 들이받아 박살내면서 아서는 자유의 몸이 되고, 환호하는 군중 속에서 춤을 추며 충돌의 충격으로 흘린 피로 입가에 미소를 그린다.
장면은 아캄 주립 병원에 수감된 아서로 전환된다. 아서는 상담 도중 재밌는 농담이 생각나 웃음을 터뜨리지만, 알려줄 수 있겠느냐는 상담사의 질문에 어차피 이해 못 할 것이라며 알려주지 않는다. 이후 복도에서 피로 물든 발자국을 남기며 병원을 탈출하려다 청소부에게 쫓겨 달아난다.

## 출연진
- 호아킨 피닉스 (아서 플렉 / 조커 역) : 정신병에 걸린 가난한 파티 광대이자 사회에서 무시당하는 스탠드업 코미디언.[7] 이후 어릴 적 학대로 인해 광대를 모티브로 한 허무주의적 범죄자가 된다.[8] 호아킨 피닉스는 코믹스 캐릭터의 저예산 '인물 탐구'에 관심이 많았다. 피닉스는 《조커》에 대해 이렇게 말했다. "독특하고, 어떤 면에서는 이 영화만의 세계가 있죠. 어쩌면 (중략) 그게 가장 무서운 점일 수도 있어요."[9]
- 로버트 드 니로 (머레이 프랭클린 역):[10] 아서가 무너지는 데 결정적인 역할을 하는 토크쇼 진행자.[11] 드 니로는 《조커》에서 자신의 배역이 영화 《코미디의 왕》 (1983)의 등장인물 루퍼트 펍킨 (토크쇼 진행자에게 집착하는 코미디언)을 오마주한 것이라고 말했다.[10]
- 자시 비츠 (소피 듀몬드 역):[12] 냉소적인 미혼모이자 아서의 "연애 상대" (love interest).[12][13] 피닉스의 "열렬한 팬"인 비츠는 그와 함께 주연을 맡은 것이 "영광"이었고[14] 촬영장에서 많은 것을 배웠다고 말했다.[15]
- 프랜시스 콘로이 (페니 플렉 역): 이전에 토마스 웨인 가(家)에서 일했던[16] 아서의 어머니. 현재 육체적, 정신적으로 쇠약한 상태이다.[17] 젊은 시절의 페니는 캐나다 여배우 해나 그로스가 연기했다.[18]

이밖에도, 브렛 컬런은 고담 시장에 출마한 억만장자 토마스 웨인을 연기했다. 처음에는 알렉 볼드윈이 토마스 역으로 캐스팅되었지만 일정 문제로 하차했다. 캐리 루이스 퍼트렐로는 토마스의 아내 마사를 연기하지만, 대사도 없고 이름도 언급되지 않는다. 더글라스 호지는 웨인 가문의 집사이자 관리인인 알프레드 페니워스를, 단테 페레이라올슨은 토마스 웨인의 아들이자, 훗날 조커의 숙적인 배트맨으로 성장하는 브루스 웨인 역을 맡았다.
나머지 캐스팅의 경우, 글렌 플레쉬러와 리 길이 각각 아서의 직장 동료인 랜들과 개리를 연기했다. 빌 캠프와 쉐어 위햄은 각각 고담시 경찰서의 형사 개리티와 버크로 등장한다. 마크 마론은 프랭클린 쇼의 프로듀서인 진 우플란드 역, 조쉬 파이스는 아서의 에이전트인 호이트 본 역, 브라이언 타이리 헨리는 아캄 주립 병원의 사무원인 클라크 역, 벤 워헤이트, 마이클 벤츠, 칼 룬드스테트는 아서를 괴롭히는 회사원 삼인방 역, 개리 굴먼은 코미디언 역, 브라이언 칼렌은 아서의 직장 동료 역을 맡았다. 저스틴 서룩스는 프랭클린 쇼의 유명 게스트인 에단 체이스로 카메오 출연했다.

## 제작

### 기획

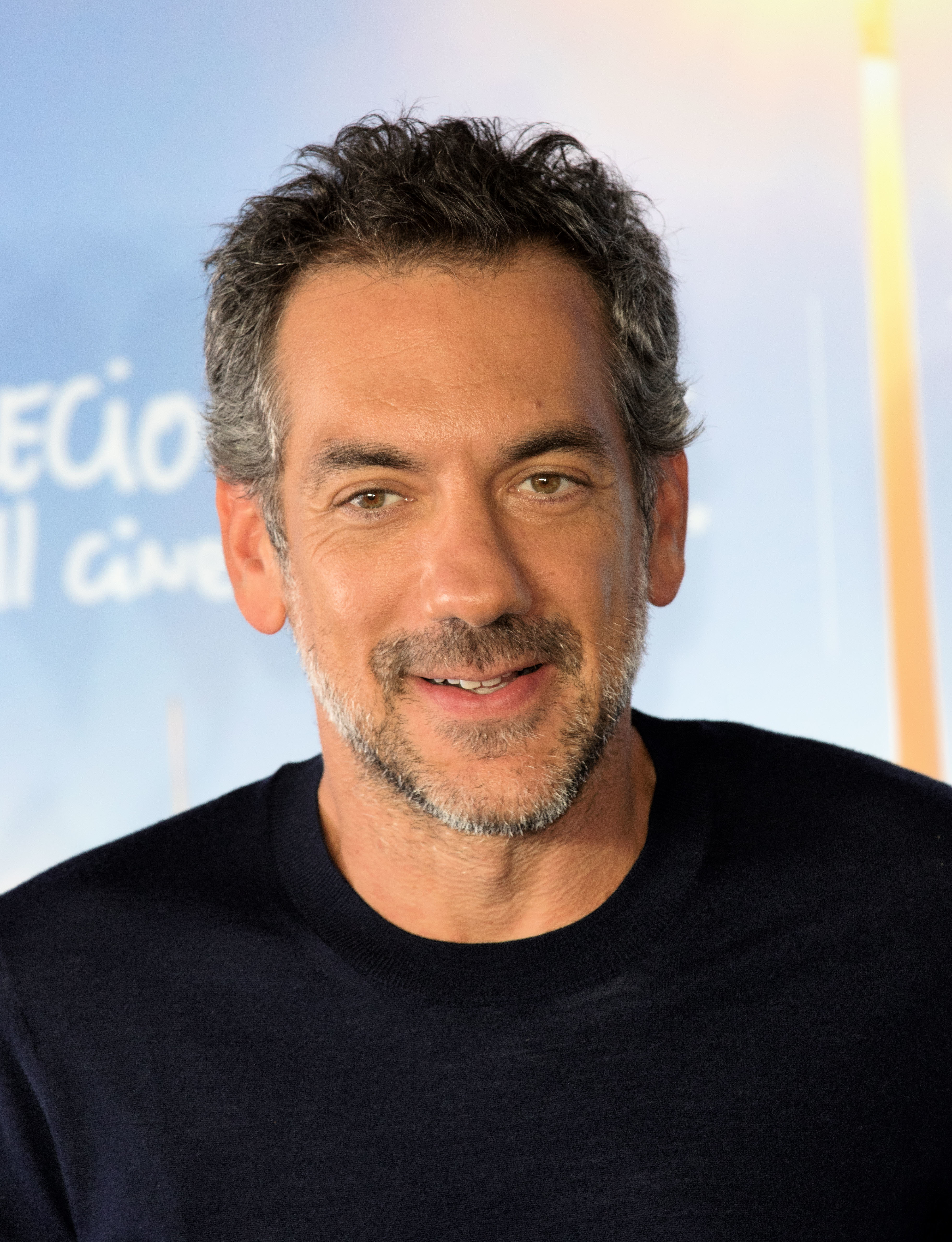
2016년 《조커》의 감독인 토드 필립스

2014년~ 2015년 사이에, 호아킨 피닉스는 DC 코믹스 캐릭터인 조커 같은 코믹스 빌런을 다루는 저예산 "인물 탐구" 영화에 대해 관심이 있다고 그의 에이전트에게 전했다. 피닉스는 이전 마블 시네마틱 유니버스 영화 출연을 거부해 왔다. (초창기엔 에드워드 노튼이 연기한) 헐크나, 닥터 스트레인지처럼 다른 영화에서 똑같은 배역을 반복해야 한다는 이유에서였다. 피닉스는 자신의 "인물 탐구" 아이디어를 두고, 조커를 배제한 채 다른 캐릭터를 생각하려고 했다. "스스로에게 말했죠. '너는 조커가 못 돼. 왜냐면, 넌 그 캐릭터가 못 되니까. 그게 다야,' 라고." 피닉스의 에이전트는 워너 브라더스와 사전 회의를 하자고 제안했지만, 그는 거절하고 아이디어를 포기했다. 토드 필립스 역시 코믹스 원작 영화는 "시끄럽고" 관심이 없다는 이유로, 감독 제의를 여러 번 받았지만 거절했다. 필립스 감독에 따르면 《조커》는 현실에 기반을 둔 다른 코믹스 영화 구상 중 떠오른 아이디어에서 시작되었다. 캐릭터 묘사에 대해 결정적인 것이 하나 부족하다고 느낀 그는 조커에 끌렸고, 상당한 창작의 자유를 제공할 것이라 생각했다.
필립스는 2016년 8월 자신이 감독한 《워 독》이 첫 상영된 이후 워너 브라더스에 《조커》에 대한 아이디어를 제안했다. 《워 독》 이전에 필립스는 《로드 트립》 (2000년), 《올드 스쿨》 (2003년) 및 《행오버》(2009년) 같은 코미디 영화로 유명했다. 《워 독》은 더 생소한 분야에 도전할 것임을 시사하는 작품이었다. 시사회에서 필립스는 "《워 독》은 주목받지 못했고, 저는 생각했습니다. '사람들은 무엇을 정말로 보고 싶어할까?'"라고 말했다. 또한 지금 같은 "계몽적인 문화"에서는 "3천만 트위터 유저"의 반발을 감수하며 코미디 영화를 만들기 어렵다는 사실을 발견했다. 필립스는 결국 이렇게 생각했다. "어떻게 하면 불건전하면서도 웃길 수 있을까. 아, 코믹스 세계관에다 집어넣고 비틀어 보자." 그는 DC 필름스가 저예산 단독 영화를 제작함으로써 경쟁사인 마블 스튜디오와 차별화해야 한다고 제안했다. DC 필름스는 영화 《원더 우먼》 (2017년)의 성공 이후 DC 기반 영화 프랜차이즈인 DC 확장 유니버스 (DCEU)와의 연관성을 덜 강조하기로 결정했다. 2017년 8월, 워너 브라더스 픽처스와 DC 필름스는 필립스가 감독하고 스콧 리버가 집필, 마틴 스콜세지가 공동 제작하는 영화에 대한 계획을 밝혔다. 《더 할리우드 리포터》의 타티아나 시겔은 필립스가 선택되기 이전 스콜세지가 《조커》 감독을 고려했다고 했지만, 워너 브라더스 픽처스 소식통은 단지 뉴욕에 자리를 잡은 프로듀서가 영화 촬영에 필요했기 때문이라고 말했다.
《더 할리우드 리포터》의 킴 마스터스와 보리스에 따르면, DCEU에서 조커를 연기한 자레드 레토가 자신의 해석과 다른 프로젝트의 존재에 불만을 품었다고 한다. 2019년 10월 마스터스는 DCEU 조커 단독 영화를 약속한 워너 브라더스 픽처스가 필립스에게 《조커》를 계속 진행하도록 하고, 자레드의 음악 매니저 어빙 아조프에게 프로젝트 취소 여부를 물어보기까지 했다는 사실을 알았을 때 그가 "'소외감과 심적 혼란'을 느꼈다"고 보도했다. 마스터스는 자레드 레토의 분노가 소속사 Creative Artists Agency (CAA)와의 전속 계약 파기 원인이라고 덧붙였다. "에이전트가 필립스의 프로젝트를 더 일찍 알려주고, 자신의 조커를 위해 더 열심히 싸웠어야 했다"고 자레드가 믿었기 때문이라는 것이다. 그러나 자레드와 관련된 소식통은 그가 《조커》 프로젝트를 취소시키려고 해서 CAA를 떠났다는 설을 부인했다.
워너 브라더스 픽처스는 필립스 감독에게 레오나르도 디카프리오를 조커 역으로 캐스팅하라고 강력히 권했다. 레오나르도와 자주 협업하는 스콜세지의 참여를 이끌어내기 위함이었다. 하지만 필립스는 자신이 고려한 배우는 피닉스뿐이며, 피닉스를 염두에 두고 실버와 대본을 썼다고 말했다. "목표는 호아킨 피닉스를 코믹스 영화 세계에 들이는 것이 절대 아니었습니다. 코믹스 영화를 호아킨 피닉스 세계관에 들이는 것이었죠." 피닉스는 이 영화를 알고 나서 자신이 만들려던 그런 종류의 영화였기에 신이 났고, 독특하다는 설명과 함께 전형적인 "스튜디오 영화"처럼 느껴지지 않는다고 말했다. 그가 조커 역에 몰입하는 데에는 시간이 좀 걸렸다. 그 배역의 심리적 압박감 때문이었다. 피닉스는 "이 영화에서 우리는 단순화되고 환원적인 전형적 인물상을 보여 줍니다. 이로 인해 관객들은 등장인물과 거리를 둘 수 있지요. 현실에서 우리가 그러는 것처럼. 현실에서는 '아, 나는 저렇지 않아.'라고 누군가를 악인이라 낙인찍기 쉽잖아요."

### 각본
대본 완성부터 새로운 사람을 이 계획에 참여시키기까지 꼬박 1년이 걸렸습니다. 제가 구상할 때와는 완전히 다른 팀에 제안했기 때문입니다. 이메일에는 '우리 타깃에서 조커 잠옷 파는 거 아시죠?'라고 쓰여 있었습니다. 수없이 많은 허들이 있었고, 한 번에 하나씩 헤쳐나가야 했죠. (중략) 그 당시, 저는 매일 머릿속으로 허들을 저주했습니다. 하지만 나중에 생각해 보니 이렇게밖에 말 못하겠더군요. '진짜 대담하네. 이걸 어떻게 했지.'— – 토드 필립스

필립스와 실버는 2017년 내내 《조커》를 집필했다. 집필 과정은 1년 정도 걸렸다. 제작자 에마 틸린저 코스코프에 따르면, 내용에 대한 우려가 어느 정도 있어 워너 브라더스 픽처스의 대본 승인을 받는 데 시간이 걸렸다고 한다. 마찬가지로 필립스는 캐릭터의 주목도 문제로 인해 1년 동안 집필하는 과정에서 "수많은 장애물"이 있다고 언급했다. 필립스는 대본의 주제가 현대 사회를 반영할 수 있지만 정치적인 의도가 있는 영화는 아니라고 말했다. 그는 《조커》를 유년기의 트라우마와, 정신 질환으로 고통받는 사람들의 이야기라고도 밝혔다. 《Deadline Hollywood》 인터뷰에서, 필립스는 환자들이 자신의 정신적 장애를 타인에게 드러내기 얼마나 힘든지 말하며 영화 속 한 구절을 인용했다. ("정신 질환의 가장 안 좋은 점은, 다른 사람 앞에서는 그렇지 않은 것처럼 행동해야 한다는 것이다.")
각본은 《택시 드라이버》 (1976년), 《성난 황소》 (1980년), 《코미디의 왕》 (1983년) 등 마틴 스콜세지 영화와 필립스의 《행오버 3부작》에서 영감을 받았다. 필립스가 참조한 다른 영화로는 《형사 서피코》 (1973년) 및 《뻐꾸기 둥지 위로 날아간 새》 (1975년)처럼 1970년대에 발표된 인물 탐구 영화와, 무성 영화 《웃는 남자》(1928) 및 여러 뮤지컬 영화가 있다. 필립스는 분위기를 제외하면 《조커》가 《행오버》 등 전작과 크게 다르지 않다고 생각한다고 말했다. 이 영화의 기본 틀은 조커를 실패한 스탠드업 코미디언으로 묘사한 그래픽 노블 《배트맨: 킬링 조크》 (1988년, 앨런 무어와 브라이언 볼런드 작품)에서 따 왔다. 클라이맥스인 토크쇼 장면은 프랭크 밀러의 《다크 나이트 리턴즈》 (1986년) 중 비슷한 장면에서 영감을 받았다. 그러나 필립스는 이 영화가 "어떤 코믹스 작품도 따르지 않았다"면서 "흥미로웠던 점은, 우리는 전혀 조커처럼 행동하지 않았는데, 이야기 스스로 조커가 되었다는 것이다."라고 말했다. 이후 필립스는 어느 특정한 코믹스만을 참고한 것이 아니라, 캐릭터의 역사에서 "우리 마음에 드는 것을 고르고 선택"했다는 의미였다고 정정했다. 뉴욕에서 성장한 필립스는 1980년대 초 뉴욕의 삶에서 영감을 얻었다. 지하철 총격 장면과 그 여파는 1984년 뉴욕 지하철 총격 사건을 기반으로 했고, 당시 범인인 버나드 괴츠를 아서의 모티브로 일부 채택했다.
필립스와 실버는 가장 흔한 조커의 기원 이야기를 발견했다. 조커가 염산 탱크에 빠진 후 흉측하게 변했다는, 너무 비현실적인 내용이었다. 대신 조커 이야기의 특정 요소를 차용하여 독창적인 스토리를 만들었다. 필립스는 가능한 한 현실적인 이야기를 바랐다. 코믹스에서 조커의 기원은 확실히 밝혀지지 않았기에, 필립스와 실버는 창작의 자유도가 높았고 "완전히 미친 무언가를 생각해내기 위해 매일 서로를 밀어붙였다." 조커는 이전에 여러 영화에 등장했지만, 필립스는 이 캐릭터를 위한 새로운 이야기를 지어낼 수 있다고 생각했다. 필립스는 뉴욕 타임스에서 "맥베스의 여러 가지 해석처럼, 이 작품은 또 다른 해석본일 뿐"이라고 밝혔다. 그러나 조커의 과거가 모호한 "다지선다" (多枝選多)라는 특징은 유지하려고 했다. 이를 위해 아서를 믿을 수 없는 화자로 설정하여 모든 이야기가 단순히 그의 망상일 수 있다는 식으로 넘기고, 그가 어떤 정신 질환을 앓는지도 불분명하게 처리했다. 따라서 필립스는 영화 전체에 해석의 여지가 있다고 말했다.
인터넷에 2018년 4월 작성된 이 영화의 대본이 유출되자, 필립스는 "작년(2018년) 9월 촬영" 전에 쓴 구판이라고 대답했다. 그는 대본 유포를 법적으로 제지하자는 워너 브라더스의 제안도 거절하며, 옛날 판본이 떠돌아다니는 것이 좋다고 밝혔다.

### 사전 제작

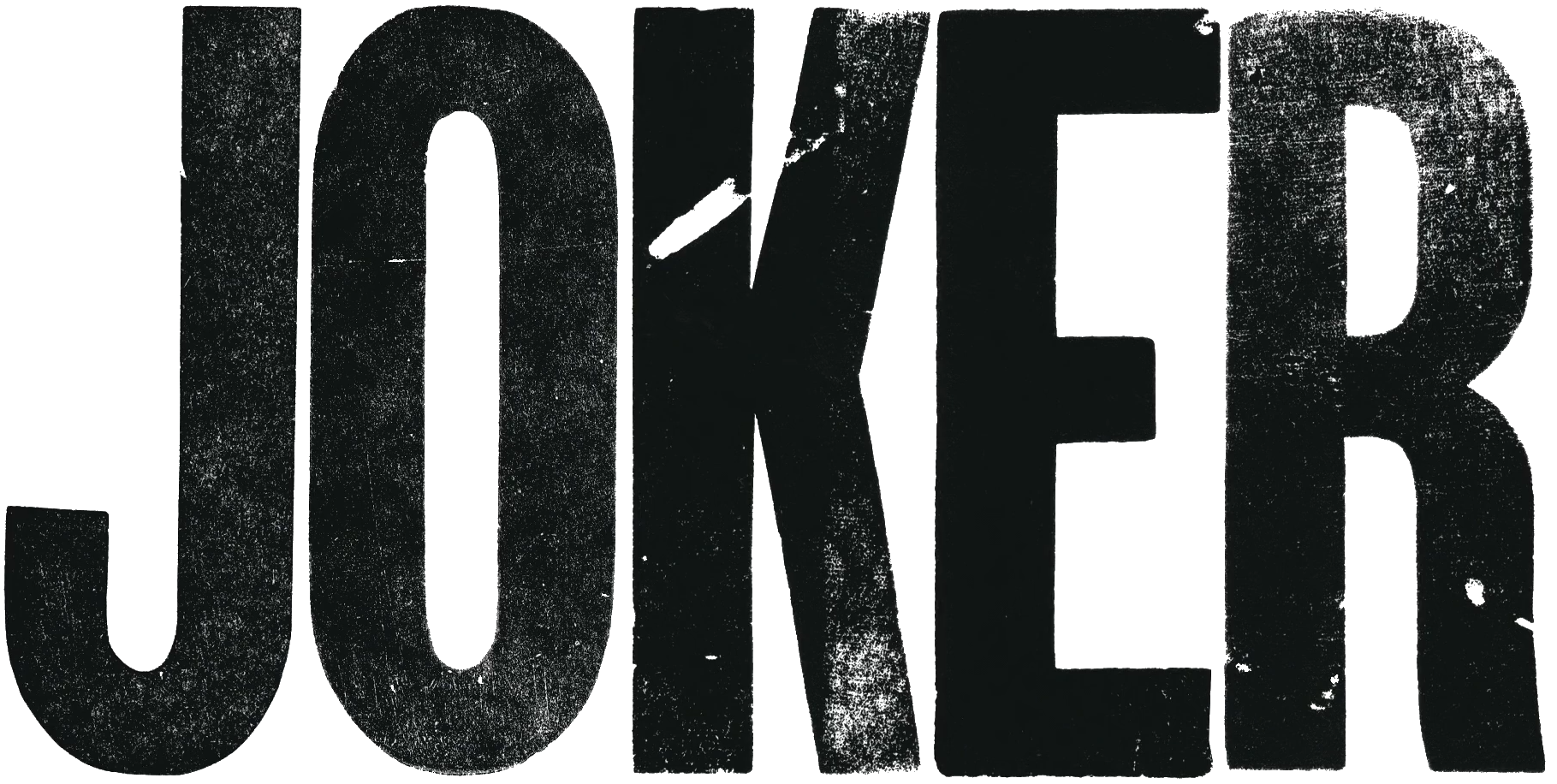
영화 《조커》의 로고. 제작자 차드 다니엘리는 '공격성/투명도/스크래핑/노이즈' 효과와, 자체 개발한 고딕체로 된 목활자, 레터프레스를 이용하여 로고를 만들었다.

《저스티스 리그》 (2017)의 실망스러운 평가 및 흥행 성적 이후, 2018년 1월 월터 하마다는 워너 브라더스 픽처스의 DC 기반 영화 제작 책임자를 존 버그로 교체했다. 하마다는 개발 중인 DC 영화 중 일부는 취소하고 일부는 진행했다. 조커 영화는 5,500만 달러의 저예산으로 2018년 말에 촬영을 시작할 예정이었다. 마스터스는 워너 브라더스 픽처스가 《조커》가 진행되는 것을 꺼렸고, 필립스를 단념시키기 위해 예산을 적게 주었다고 보도했다. 필립스는 그의 프로젝트를 하마다가 전혀 이해하지 못했다고 말했다. 6월까지 로버트 드 니로는 이 영화의 조연으로 고려되고 있었다. 피닉스와의 협상은 필립스가 4개월 간 설득한 끝에 2018년 7월 완료되었다. 그 직후, 워너 브라더스 픽처스는 공식적으로 이 영화를 승인하고 제목은 《조커》로, 개봉일은 2019년 10월 4일로 지정했다. 워너 브라더스는 이 작품을 "사회에서 무시당하는 한 남자에 대한 이야기로, 거친 현실을 보여주는 인물 탐구일 뿐만 아니라 더 광범위한 반면교사 이야기이기도 하다"라고 묘사했다.
스콜세지의 오랜 동료인 코스코프는 제작진에 합류했으나, 스콜세지는 다른 계약이 있어 그만두었다. 스콜세지는 총괄 프로듀서 역할을 고려했지만, 대신 그의 영화 《아이리시맨》 제작에 전념했다. 또한 이 영화는 레토의 조커에 영향을 미치지 않을 것이며, DCEU와 관련이 없는 새로운 시리즈의 첫 번째 작품이 될 것이라 공언되었다. 7월에는 자시 비츠가 조연으로 캐스팅되었고 드 니로는 8월 협상에 들어갔다. 프랜시스 맥도먼드는 조커의 어머니 배역 제의를 거절했고, 프랜시스 콘로이가 캐스팅되었다. 7월 말에 마크 마론과 브라이언 캘런이 합류했다. 알렉 볼드윈은 지난 8월 27일 토마스 웨인 역으로 캐스팅됐지만, 일정 문제로 이틀 뒤 하차했다. 볼드윈은 작중 토마스 웨인이 "80년대풍 도널드 트럼프 같은 속물 기업가"처럼 묘사되어 출연을 고사했다고도 밝혔다.

### 촬영

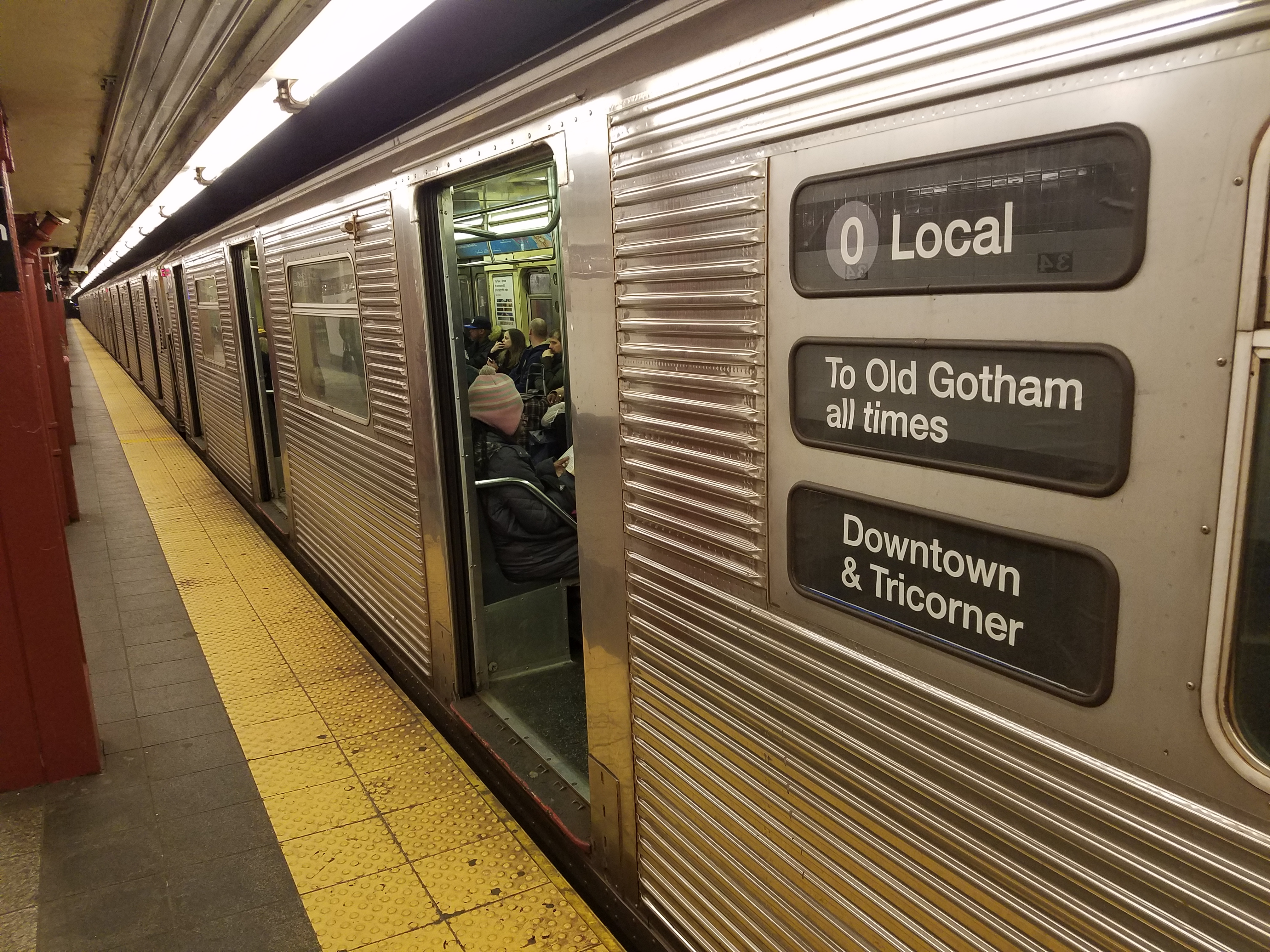
《조커》 촬영 중 사용된, 가상의 고담시 행선안내판이 있는 뉴욕 지하철 C호선 열차

본 촬영은 2018년 9월 뉴욕시에서 '로메오' (Romeo)라는 가제목으로 시작되었다. 촬영이 시작된 직후 드 니로, 브렛 컬런, 쉐어 위햄, 글렌 플레쉬러, 빌 캠프, 조쉬 파이스 및 더글라스 호지가 영화에 합류했으며, 컬런은 볼드윈 대신 참여했다. 브래들리 쿠퍼가 제작자로 영화에 합류했으며 촬영 감독은 필립스가 이전에 함께 작업했던 로렌스 셔였다. 9월 22일 브루클린 켄싱턴에 있는 처치 애비뉴 역에서 폭력 시위 장면이 촬영되었지만 외양은 브롱크스의 베드포드 파크 애비뉴 역처럼 보이도록 수정되었다. 폭력 시위 장면 촬영은 브루클린 선셋 파크에 있는 9번가 역의 버려진 지하철 플랫폼에서도 이루어졌다.
비츠에 따르면 필립스는 제작 중에 전체 대본을 다시 작성했다. 피닉스가 영화를 위해 체중을 너무 많이 줄여 재촬영 기회가 없었기 때문이다. 비츠는 "우리는 토드의 트레일러에 들어가서 밤새 각본을 쓰고 그대로 했어요. 메이크업을 할 때 그 대사를 외우고 말한 다음, 3주 뒤에 다시 촬영했죠"라고 말했다. 필립스는 피닉스가 다른 배우들이 뭔가 잘못했다 생각하면 자제력을 잃어, 정신을 가다듬기 위해 촬영 중 촬영장을 훌쩍 떠나버리기도 했다고 회상했다. 드 니로는 피닉스가 한 번도 떠나본 적 없는 몇 안 되는 인물이었다. 드 니로는 피닉스를 두고 "자신의 일에 열심이었다. 모든 게 잘 되도록, 잘 해내도록 하려고" 라고 말했다.
저지시티 촬영이 있던 9월 30일에는 뉴어크 대로가, 11월 9일부터 시작된 촬영 기간에는 케네디 대로가 폐쇄되었다. 뉴어크 촬영은 10월 13일에 시작하여 10월 16일까지 계속되었다. 뉴어크 촬영 직전에 미국 배우, 방송인 노동조합 (SAG-AFTRA)은 브루클린에서 촬영 중 엑스트라들이 지하철 객차에 3시간 이상 갇혀 있었다는 신고를 받았다. 이는 휴식 규정 위반이었으며, 담당자가 세트장을 방문한 후 신속하게 해결되었다. 같은 달 단테 페레이라올슨은 어린 브루스 웨인 역으로 출연했다. 위햄은 10월 말 이 영화가 제작 "중반부"에 있다고 말하면서 "강렬하고" "믿을 수 없는" 경험이었다고 덧붙였다. 11월 중순 동안 촬영은 다시 뉴욕에서 이루어졌다. 2018년 12월 3일 모든 촬영이 종료되었고, 같은 달 말 필립스는 기념으로 자신의 인스타그램에 사진을 게시했다.
《더 할리우드 리포터》 인터뷰에서, 에마 틸린저 코스코프는 가장 힘들었던 장면으로 "계단춤" 신을 꼽았다. 뉴욕시에 파파라치 관련 법률이 없어 방해를 받았다는 것이다. 처음에 로렌스 셔와 필립스는 70mm 필름 카메라로 영화를 촬영하고 싶어했으나, 워너 브라더스는 예산을 이유로 거절했다.

### 후반 작업
필립스는 2019년 3월 《조커》가 편집 중이라고 말했다. 다음 달 시네마콘에서 그는 영화가 "아직 구체화 중"이며, 비밀을 유지하고 싶어 영화 이야기는 하기 어렵다고 밝혔다. 필립스는 또한 영화를 둘러싼 대부분의 보도를 부인했다. 그는 이 영화가 "확실한 기원이 없는 캐릭터의 기원 이야기"이기 때문이라고 느꼈다. 브라이언 타이리 헨리도 본작에 출연하는 것으로 확인되었다. 특수 효과는 Scanline VFX와 Shade VFX에서 담당했으며, 매튜 지암파와 브라이언 고드윈이 감독을, 어윈 리베라가 총감독을 맡았다. 《조커》는 다른 히어로 영화들과는 달리, 아서가 군중 앞에서 자신의 피로 미소를 그리는 장면 등 극히 일부에만 CG가 사용되었다.
삭제된 장면 중 하나는 프랭클린 쇼에 등장한 아서의 모습을 지켜보는 소피를 비추는 것이었다. 영화에서 아서가 소피를 죽인 것으로도 해석되기에 관객에게 그녀가 아직 살아 있다는 것을 보여주려는 의도였지만, 필립스는 이 장면이 아서의 관점에서 진행되는 서사를 방해할 것이라 판단했다. 아서가 직장 동료에게 자신의 살인을 고백하는 장면 역시 완전히 제거되었다. "너무 많은 정보"를 해설로 제공한다는 이유에서였다.
영화의 최종 예산은 5,500~7,000만 달러였다. 《더 할리우드 리포터》는 일반적인 코믹스 원작 영화 제작비에 비해 "소액"으로 보았다. 이전의 빌런 중심 DC 영화인 《수어사이드 스쿼드》(2016)는 1억 7,500만 달러가 투입되었다. 《조커》의 예산 중 2,500만 달러는 토론토 기반의 금융 회사 크리에이티브 웰스 미디어가 충당했고, 빌리지 로드쇼 픽처스와 브론 스튜디오는 각각 25%를 지원했다. 또한 《조커》는 "심각한 유혈 폭력, 불안정한 행동, 언어 및 짧은 성적 이미지"로 인해 미국영화협회로부터 R 등급을 받은 배트맨 영화 프랜차이즈 최초의 실사 극장 영화이다. 영국의 BBFC는 "피를 동반한 강한 폭력성 (및) 언어"를 이유로 15세 관람 등급을 주었다. 한편 대한민국의 영상물등급위원회는 영화의 "폭력성과 모방 범죄 우려"에도 불구하고 "판타지 캐릭터 묘사라 15세도 받아들일 수 있다"는 이유로 15세 등급을 매겼다.

## 디자인

### 세트
작중 고담시의 배경은 80년대 뉴욕시로 맞추어져 있다. "솔직히 말해서, DC 유니버스와는 구분되"길 원했던 필립스의 의도였다. 프로덕션 디자이너 마크 프리드버그는 뉴욕 시의 유일한 빈곤 지역인 뉴어크에 고담 광장 (Gotham Square) 세트장을 지었다. 고담이 《택시 드라이버》의 음울하고 현실적인 도시처럼 보이길 바란 프리드버그는 영화 속 모든 길과 노선, 구조물에 이름을 붙이고 고담시의 상세 지도를 그렸다. '아캄 주립 병원' 같은 일부 장소의 이름은 배트맨 시리즈에서 따 왔다. 그는 70년대 풍 색상의 머슬카를 배치하여 "불협화음과, 추하면서 아름다운 무언가를 전달했다". 그리고 깨진 보도 블럭, 길가의 쓰레기 더미들, 벽에 그려진 그래피티 등을 보여 주어 고담시를 쇠락한 도시로 묘사하려 했다. 특수 효과 팀은 빈 공간에 가공의 건물을 채워 넣어 하늘을 가렸다. 도시의 모든 것이 아서를 짓누르는 듯한 느낌을 주기 위해서였다. 로렌스 셔는 아서의 고독과 희망적인 면을 드러내기 위해 작중 나트륨 조명이 많이 사용되었다고 말했다.

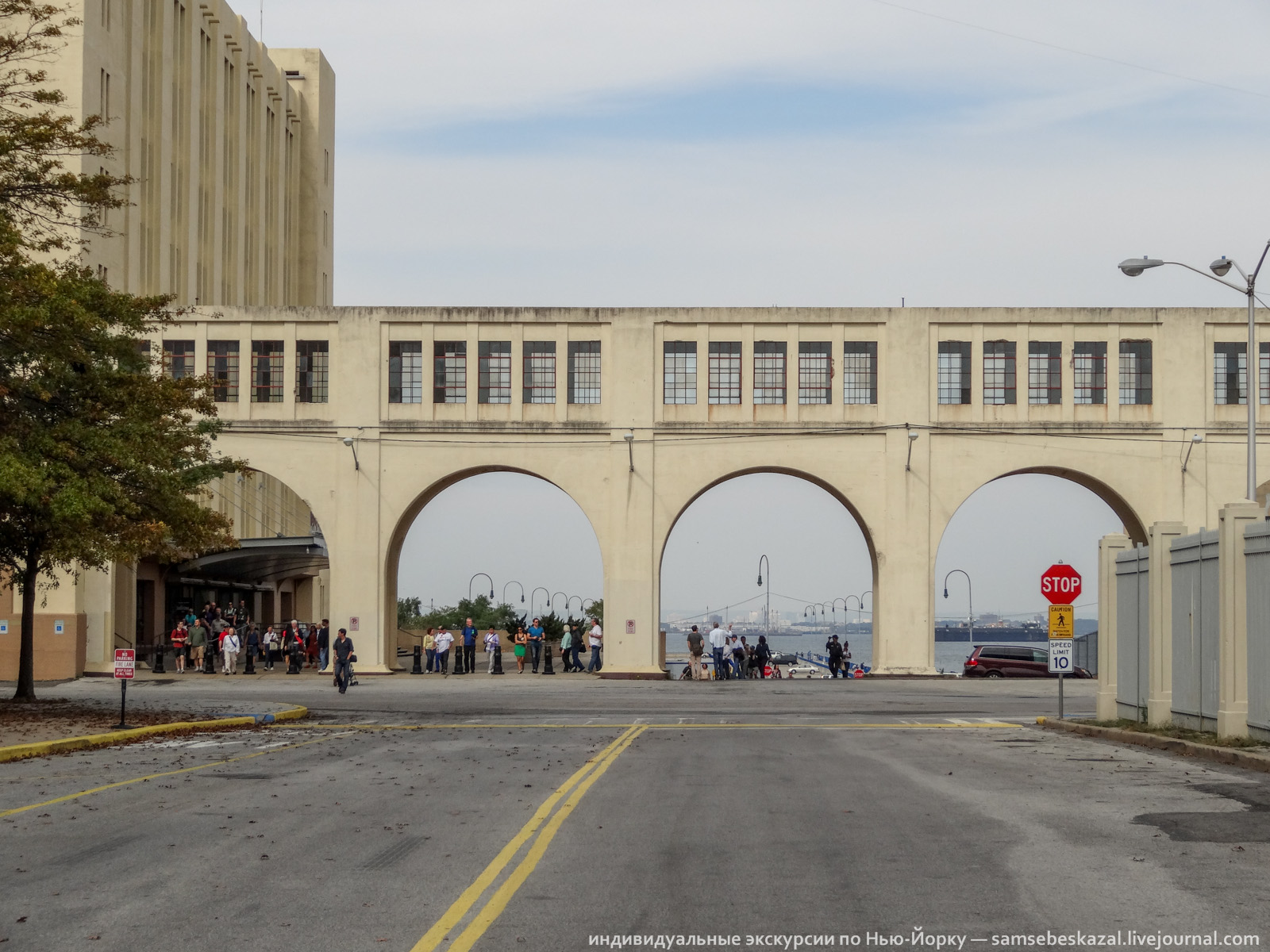
아캄 주립 병원의 외관 묘사에 이용된 브루클린 아미 터미널의 아치교

아캄 주립 병원의 모티브는 원작의 아캄 어사일럼이다. 워너 브라더스 코리아는 "실제로 시민들이 불렀을" 현실적인 이름으로 바꾼 것이라고 밝혔다. 아캄 주립 병원의 외관은 브루클린 아미 터미널에서, 내부는 뉴욕 할렘의 메트로폴리탄 병원에서 촬영되었다. 영화 속 병원의 내벽은 두 가지로 나타난다. 하나는 초반부와 마지막 장면에 등장하는 깔끔하고 하얀 벽, 다른 하나는 아서가 진료 기록을 가지고 달아날 때 비치는 더러운 황색 벽이다. 관객들에게 "사실 아서는 처음부터 병원에 있었던 건 아닐까" 하는 의문과 혼란스러움을 불러일으키려는 의도였다.
고담시에는 다른 배트맨 시리즈 및 현실 세계와 관련된 이스터 에그가 존재한다. 극장에 걸려 있던 《사랑의 검객 조로》와 《엑스칼리버》 포스터는 《배트맨 대 슈퍼맨: 저스티스의 시작》을 비롯한 다른 매체에서 웨인 부부의 죽음을 묘사할 때 흔히 등장하는 요소이다. 한편 1981년작 《미스터 아더》의 포스터는 영화의 정확한 시간적 배경을 드러낸다. 아서의 사무실 옆 벽의 그래피티 작품 "어뮤즈먼트 마일" (Amusement Miles)은 《배트맨: 킬링 조크》에서 조커의 계략에 이용된 오래된 놀이동산의 이름을 참조한 것이다. 라디오 방송에서 언급한 "슈퍼 쥐"라는 단어는 배트맨 빌런 중 하나인 랫 캐처에서 유래했다. 아서가 공연하던 "포고의 코미디 클럽"의 이름은 '광대 살인마'로 악명 높은 존 웨인 게이시의 예명 "포고"에서 따왔다. 후반부에서 광대들 너머로 보이는 간판의 문구 "에이스 인 더 홀" (Ace in the Hole, 비장의 무기)은 《다크 나이트》의 조커가, 정의로운 검사에서 악당 투페이스로 타락한 하비 덴트를 가리키던 표현이다.
필립스는 영화 속 배트맨 관련 이스터 에그의 존재를 전부 "우연"이라며 부정하는 한편, 《IGN》 인터뷰에서는 웨인 저택 장면에 있다고 인정하기도 했다. 바로 배트맨 TV 시리즈에서 배트맨이 사용하던 봉 "배트폴"을 연상시키는, 브루스 웨인이 타고 내려오던 정글짐의 봉이다. 《Collider》의 그레고리 로렌스는 이를 두고, 본작을 "DC 유니버스와 어떠한 연관성도 없는 그 자체의 작품"으로 남겨두고 싶었던 필립스와 피닉스의 의도라고 해석했다.

### 등장인물 디자인
아서의 행동 묘사에 많은 영향을 끼친 모티브 중 하나는 《모던 타임스》의 주인공 리틀 트램프이다. 필립스는 《배너티 페어》의 해설 영상에서, 아서의 우스꽝스러운 동작은 찰리 채플린을 참고한 것이라고 공언했다. 피닉스는 아서의 춤사위는 레이 볼거의 춤에서, 두 검지손가락으로 웃는 얼굴을 만드는 제스처는 영화 《오즈의 마법사》에 등장하는 허수아비에게서 영감을 받은 것이라고 밝혔다. 피닉스는 촬영을 준비하며 "굶주리고, 잘 먹지 못한 늑대처럼" 보이기 위해 24kg (52파운드)을 감량하고, "웃음 발작으로 고통받는 사람들의 비디오"를 참고하였다. 또한 관객이 동질감을 느낄 수 없는 인물을 구상하면서, 이전의 조커 역 배우들을 참고하는 대신, 살인범과 동기를 이해할 수 있도록 정치적 암살 사건을 다룬 책을 읽었다.
《조커》 디스크에 수록된 비하인드 스토리에서, 필립스는 다른 배우가 배트맨을 묘사한 방식처럼 아서를 그려냈다고 설명했다. 일상의 얼굴은 사실 가면이고, 조커가 아서의 진짜 인격이라는 것이다. 그는 《LA 타임스》 인터뷰에서, 아서가 진심으로 웃은 것은 마지막 장면 단 한 번 뿐이라고 말했다. 필립스는 아서가 기존 배트맨 이야기의 조커인지, 조커에게 영감을 주는 별개의 인물인지 의도적으로 모호하게 처리했다고 말했다. 다만 피닉스는 아서가 전자의 캐릭터에 해당된다고 보았다.
일부 대사는 다른 매체에 등장하는 조커들에게서 따 왔다. 아서가 말한 "최악의 하루였어" ("I had a bad day")는 《배트맨: 킬링 조크》의 대사 "가장 멀쩡한 사람도 미치는 데엔 최악의 하루면 충분하다"에서 유래했다. "별종" (Freak, 또는 "미친놈"), "행복한 웃음을 지으렴" (Smile put on your happy face)처럼 아서를 가리키는 몇몇 표현은 본래 영화 《다크 나이트》에서 히스 레저가 연기한 조커의 대사였다. 스탠드업 코미디 중 아서가 치던 멘트 "내가 어렸을 때 코미디언을 하겠다고 하면 모두가 웃었어요. 지금은 아무도 웃지 않네요!"는 코미디언 밥 몽크하우스의 오래된 개그를 패러디한 것이다.
작중 토마스 웨인은 코믹스 원작과 달리 조커의 기원에 영향을 주며, 전통적인 이미지에 비해 더 쌀쌀맞고 가부장적인 인물로 비춰진다. 조커가 배트맨을 싫어 할 현실적인 이유를 만들어 주기 위해, 필립스는 토마스를 "웨인 가문으로부터 아무 것도 받지 못한 사생아"가 있는 인물로 설정했다. 극중 토마스와 아서의 관계는 명확하게 드러나지 않으나, 브렛 컬런은 둘이 부자 사이라고 믿었다.
이스터 에그로, 몇몇 등장인물의 이름은 다른 배트맨 작품에서 유래했다. 아서가 만난 첫번째 상담원인 데브라 케인은 《배트맨: 궁극의 악》에 나오는 웨인 가문의 사용인과, 배트맨의 공동 창시자 밥 케인에서 따 온 이름이다. 고담시 경찰관 버크의 이름은 《디텍티브 코믹스 NO.748》에서 "탐정 토마스 버크"로도 등장한다.

### 의상 및 분장
메이크업 디자이너 니키 레더만과 헤어 디자이너 케이 조르지오는 아서를 "손으로 빚어낸 듯, 현실적으로" 보이게 하려고 했다. 조르지오는 아서가 머리를 감지 않은 사람처럼 보이도록 디자인했다. 마크 브릿지는 아서에게 값싼 폴리에스테르 바지와 아크릴 스웨터를 입혀, 의상이 "낡고, 오래되고, 과하게 염색된" 것처럼 보이도록 맞췄다. 그의 색상 팔레트는 (파랑, 밤색, 갈색, 연보라색, 회색) 80년대풍으로 설정되었다. 《Deadline Hollywood》 인터뷰에서, 브릿지는 아서가 입는 옷의 색깔이 유년기 느낌에서 시작하여 이야기의 분위기와 함께 점점 어두워진다고 설명했다. 첫 장면에서 아서는 "너무 작은" 후드 자켓과 흰 양말을 신어 어린아이스러운 면모가 강조된다. 이는 자식을 "우리 꼬마"라 부르는 어머니 페니 플랙과 아서가 함께 산다는 설정을 반영하는 한편, 찰리 채플린에게서 영향을 받은 것이기도 하다. 그러나 상담원과 대화하면서는 암회색 스웨터를 입더니, 아캄 주립 병원에 이르러서는 "피딱정이색 니트탑"을 걸친다. 대본의 '몇년 입은 아서의 낡은 정장'은 겨자색 조끼와 무늬진 진녹색 셔츠로 해석되어 나왔다. 한편 아동 병원에서 의사 가운을 입은 아서의 모습은 영화 《다크 나이트》에서 간호사 복장을 하고 하비 덴트를 만난 조커를 오마주한 것이다.
아서가 조커로 변이한 뒤로는 디자인도 바뀐다. 그는 머리를 "브로콜리빛" 녹색으로 물들이고, 오리지널 배트맨 시리즈에 등장한 세자르 로메로에게 영향을 받은 정장을 걸친다. 그러나 작중 조커의 정장은 기존의 것들 (보라색 정장에 노란색 또는 초록색 셔츠)과는 다른 색을 띤다. 마크 브릿지는 "어떤 작품과도 엮이고" 싶지 않다는 필립스의 의도를 반영한 결과라고 말했다. 대본상 정장의 색깔은 처음엔 적갈색으로 설정되어 있었으나, 브릿지는 "더 강렬한" 인상을 남기기 위해 붉은색으로 바꾸었다. 여기에 (초록, 노랑, 보라, 빨강 계열인) 조커 정장의 색깔은, 토마스 웨인을 비롯한 상대편 인물들이 배트맨과 같이 청색과 회색 계통 옷을 입음으로써 더욱 비교된다. 광대 분장은 위협적인 이미지를 전달하려고 구식이면서 밝지 않은 색깔로 그려졌다. 저작권법 상 두 광대가 똑같이 보여서는 안 되었기에, 레더만은 고전적인 디자인을 참고했다.

## 음악
2018년 8월, 힐뒤르 그뷔드나도티르가 영화 음악 작곡가로 고용되었다. 힐뒤르는 대본을 읽고, 음악이 어떻게 들려야 하는가에 대해 "강력한 아이디어가 많은" 필립스를 만난 후 작곡을 시작했다. 힐뒤르는 드라마 미니시리즈 《체르노빌》과 함께 《조커》 음악 작업을 수행했다. 힐뒤르는 두 영화 음악이 너무 달라 서로 번갈아 작업하기 힘들었다고 말했다. 《조커》에는 〈That's Life〉, 〈Send In Clowns〉, 〈White Room〉 및 〈Rock and Roll Part 2〉 또한 삽입되어 있다. 〈Rock and Roll Part 2〉의 사용으로, 성범죄 유죄 판결을 받은 가수 게리 글리터가 로열티를 받을 것이라는 보도가 나오면서 논란이 불거졌지만 이후 받지 않는다는 것이 확인됐다. 영화 음악은 WaterTower Music에서 2019년 10월 2일 발매되었다. 힐뒤르의 음악은 아카데미상, 새틀라이트상, 새턴상, 할리우드 뮤직 인 미디어 어워드 (HMMA) 등 여러 상을 수상했으며, 힐뒤르는 단독 작곡가로서 처음으로 골든 글로브 최우수 음악상을 받은 여성이 되었다.

## 마케팅
필립스는 자신의 인스타그램 계정에 촬영장 사진을 올리며 영화를 홍보했다. 2018년 9월 21일, 그는 조커로 분장한 피닉스의 테스트 영상을 공개했다. 영상에는 더 게스 후의 〈Laughing〉이 흘러나왔다. 2019년 4월 2일 시네마콘에서 필립스는 첫 번째 예고편을 공개했고, 다음 날 온라인에서도 풀렸다. 지미 듀란트가 부른 〈Smile〉이 두드러진 이 예고편은 긍정적인 반응을 이끌어 냈고, 일부 평론가들은 이를 《택시 드라이버》, 《레퀴엠》과 비교하며 피닉스의 연기를 칭찬했다. 작가들은 트레일러가 어두우면서 불쾌하게 현실적이라 기술했다. 《ComicBook.com》의 제나 앤더슨은 코믹스 영화라기보다 심리 스릴러 같다는 소감을 남겼다. 1992년 이후 만화 《배트맨: 애니메이션 시리즈》에서 조커의 성우를 맡았던 배우 마크 해밀은 트위터에서 예고편에 대한 열의를 보였다. 반대로, 《io9》의 저메인 루시어는 예고편이 보여준 건 너무 적고, 필립스가 이전에 인스타그램에 게시한 사진과 너무 비슷했다고 평했다. 루시어는 여전히 예고편이 잠재력을 보여준다고 믿었지만, 전반적으로 "홈런"은 아니라고 생각했다. 예고편은 공개된 지 몇 시간 만에 800만 회 이상의 조회수를 기록했다.
2019년 8월 25일, 필립스는 각본 노출을 포함한 6개의 간단한 티저를 공개하며, 두 번째 예고편이 8월 28일에 공개될 것임을 밝혔다. 영화 제작자 케빈 스미스는 예고편을 칭찬하고, 영화에 대해서는 "(DC 코믹스가) 존재하지 않아도 계속 살아 있을 것"이라며 독특함을 호평했다. 《Deadline Hollywood》는 워너 브라더스가 광고 및 홍보에 총 1억 2,000만 달러를 지출했다고 추정했다.

## 개봉

### 극장

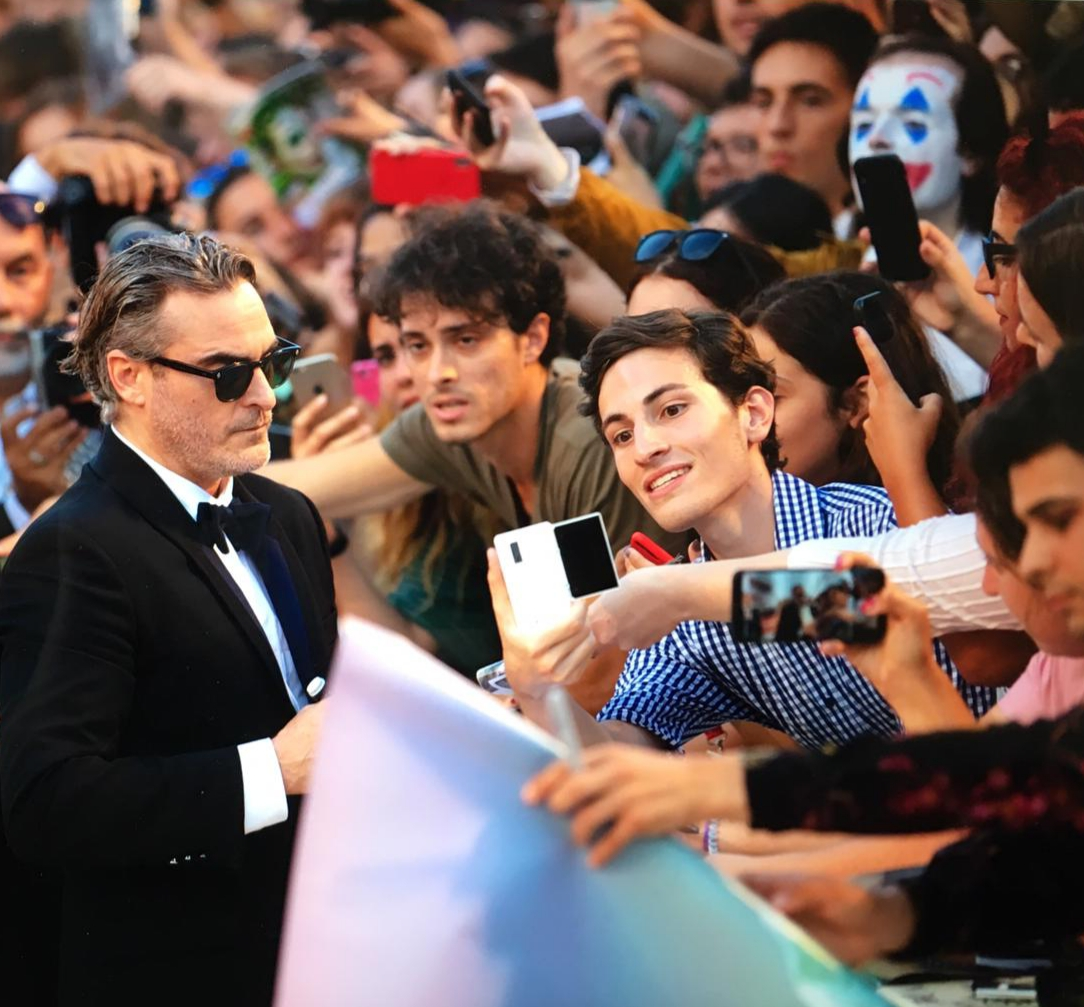
《조커》가 초연된 제76회 베니스 국제 영화제에서 호아킨 피닉스 (왼쪽).

《조커》는 2019년 8월 31일 제76회 베니스 국제 영화제에서 초연되어 8분 간의 기립박수를 받고 황금사자상을 수상했다. 이어 2019년 9월 9일 토론토 국제영화제에서도 상영되었다. 이 영화는 워너 브라더스의 배급으로 극장 개봉되었다. 2019년 10월 4일 미국에서, 그리고 하루 전 호주 및 기타 여러 국가에서 전세계 상영되었다. 2019년 11월 16일, 영화를 즐기는 것으로 알려진 도널드 트럼프 대통령을 위해 백악관에서도 상영되었다. 일부 극장에서는 감독이 본래 의도했던 70mm 필름 촬영 버전으로 상영되기도 했다. 여러 시상식에 후보로 오른 이 작품은 2020년 1월 17일부터 북미 전역의 극장에서 재개봉될 예정이었다.

#### 보안 문제
2019년 9월 18일, 미 육군이 군 요원들에게 배포한 이메일은, 영화를 상영하는 극장에서 폭력 사태 발생 가능성에 대해 경고하며 인셀 커뮤니티에서 불고 있는 《조커》의 인기에 대해 언급했다. 별도의 메모에서는 육군이 텍사스 사법당국으로부터 "개봉 기간 중 알려지지 않은 영화관이 표적으로 보이는", "신뢰할 수 있는" 정보를 입수했다고 밝혔다. 그러나 《Deadline Hollywood》에 따르면 FBI와 미국 국토안보부는 영화가 개봉되는 동안 확실한 위협을 하나도 발견하지 못했다.
필립스는 《TheWrap》 인터뷰에서 영화의 어두운 분위기에 대한 비판에 놀라움을 표하고, "분노가 하나의 상품이기 때문"이라며 영화 비평가들을 "극좌"라고 불렀다. 피닉스는 《텔레그래프》 인터뷰 중, 이 영화가 총기 난사범들에게 영향을 줄 수 있는지에 대한 질문을 받자 자리를 떴다. 그는 다시 돌아와서 인터뷰를 마쳤지만 해당 질문에는 대답하지 않았다. 이후 TCL 차이니즈 시어터의 시사회에서 기자 초청은 취소되었고, 사진사들만 영화 제작자와 교류하고 레드 카펫에 참석할 수 있었다. 워너 브라더스는 《버라이어티》에 "《조커》에 대해 말이 많이 나왔다. 바로 지금이 그 영화를 볼 때라고 생각한다"고 성명을 냈다.
2012년 《다크 나이트 라이즈》 상영 중 총기 난사 사건이 발생한 콜로라도주 오로라 극장에서는 《조커》가 상영되지 않았다. 피해자의 가족 3명과 증인의 어머니는 워너 브라더스에 보내는 요청서에 서명했다. '랜드마크 극장'은 상영 중 영화 관객이 조커 의상을 입는 것을 금지했으며 로스앤젤레스와 뉴욕시 경찰서는 지역 극장에서 경찰의 순찰을 강화했지만 "어떠한 실제적인 위협"도 받지 않았다.

### 홈 미디어
《조커》는 2019년 12월 17일 디지털 HD로, 2020년 1월 7일 DVD, 블루레이, 울트라 HD 블루레이로 출시되었다. 2020년 5월 16일에는 HBO에 올라왔고, 2020년 5월 27일 HBO Max에 추가되었다.

## 평가

### 박스오피스
《조커》는 미국과 캐나다에서 33억 5,500만 달러, 그 외 다른 국가에서 73억 8,500만 달러를 벌어, 전 세계적으로 1조 740억 달러의 수익을 냈다. 이로써 《조커》는 2019년에 6번째로 높은 극장 수익에 R 등급 영화 중 가장 높은 수익을 기록했다. 또한 《조커》는 10억 달러를 돌파한 최초의 R 등급 영화가 되었다. 총예산 비율 측면에서, 《조커》는 예산도 적었고 극장 상영 중 주간 총 수익 감소가 거의 없었기에 가장 수익성이 높은 코믹스 원작 영화이기도 하다. 《Deadline Hollywood》는 모든 비용과 수익을 합산해 보면, 이 영화가 4억 3,700만 달러의 순이익을 올렸을 것으로 추정했다.
2019년 8월 잡지 《박스오피스》의 분석가인 숀 로빈스는 《조커》가 북미 개봉 첫 주말 동안 6천만~9천만 달러의 수익을 올릴 것이라 예상된다고 작성했다. 영화 개봉 후, 《박스오피스》는 《조커》의 미국 국내의 첫 주 흥행 수익이 7,000만~9,500만 달러에 달할 것이라고 예측했다. 이는 나중에 8,500만~1억 500만 달러로 상향 조정됐으며, 로빈스는 조커가 개봉 첫 주 수익이 100만 달러를 넘는 10 월 첫 개봉 영화가 되어, 2018년 《베놈》이 세운 기록을 능가할 것이라는 견해를 내비쳤다. 그러나 컴스코어의 수석 미디어 분석가인 폴 데가라베디안은 이 영화의 개봉 수익을 5,000만 달러 부근이라 생각했다. "전형적인 코믹스 영화"가 아니라는 이유에서였다. 개봉 3주 전, 영화의 초반 흥행에 대한 업계의 공식 추정치는 6,500만~8,000만 달러 (일부 추정치는 9,000만 달러)였다. 개봉 주에 《Atom Tickets》은 《조커》의 사전 판매 총액이 《베놈》과 《그것: 두 번째 이야기》(9억 1,100만 달러)를 능가하며, 《존 윅: 파라벨룸》에 이어 두번째로 많이 흥행을 올린 2019년 R 등급 영화라고 발표했다.
《조커》는 북미 4,374개 극장에서 개봉해 상영 첫날 3억 9,900만 달러를 벌어들였다. 여기에는 목요일 야간 시사회 수익 1억 3,300만 달러가 합산되어 있으며, 각각 《베놈》의 10월 기록을 상회한다. 이어 10월 첫째 주에 미국에서 9억 6,200만 달러의 수익을 내, 《베놈》이 달성한 10월 첫째 주 최대 수익을 돌파했다. 이 영화는 피닉스, 필립스, 드 니로의 경력 중 최고 기록을 갱신했으며, 역대 R 등급 영화 중 네 번째로 큰 데뷔작이었다. 또한 워너 브라더스의 2년 중 국내 최대 개봉 주 미국 수익이기도 하다. 둘째 주 주말, 《조커》는 41.8% 하락한 5억 5,900만 달러를 기록했지만, 1위를 유지한 채 최고의 두 번째 주말 10월 총계 기록 (《그래비티》의 2013년 기록인 4억 3,100만 달러)을 돌파했다. 셋째 주 주말에 2억 9,200만 달러, 넷째 주에 1억 9,200만 달러를 벌어 《말레피센트 2》에 이어 두 번 모두 2위를 기록했다.
《조커》의 전세계 개봉 수익은 73개국 해외 흥행 수익 7,500만 달러를 포함하여, 약 1억 5,500만 달러로 추정된다. 개봉 첫날 4개국에서 5,400만 달러, 이튿날 47개국에서 1억 8,700만 달러로, 이틀 동안 총 2억 4,600만 달러의 수익을 기록했다. 해외 수익은 예상을 크게 웃도는 1억 4,050만 달러로, 전세계에서 총 2억 3,400 달러를 기록했다. 가장 큰 시장은 한국 (워너 브라더스 기록 1억 6,300만 달러), 영국 (1억 4,800만 달러), 멕시코 (1억 3,100만 달러) 및 일본 (700만 달러) 순이었다. 이로써 10월 세계 최대 개봉작이 되었다. 둘째 주 주말 동안 이 영화는 전세계에서 12억 5,700만 달러, 셋째 주에 7억 7,900만 달러의 추가 수익을 올렸다. 이 시점에서 업계 분석가는 《조커》가 역대 최고 수익을 올린 R 등급 영화가 될 것으로 예상했으며 일부에서는 10달러 이상으로 상영을 마칠 수 있다고 예측했다. 이 영화는 넷째 주 주말에 해외에서 가장 높은 수익을 올린 R 등급 영화가 되었으며, 그 기간 동안 4억 7,800만 달러의 해외 수익을 기록했다. 이어 극장 개봉 약 한 달 만에 수익은 10억 달러를 돌파했다.

### 비평

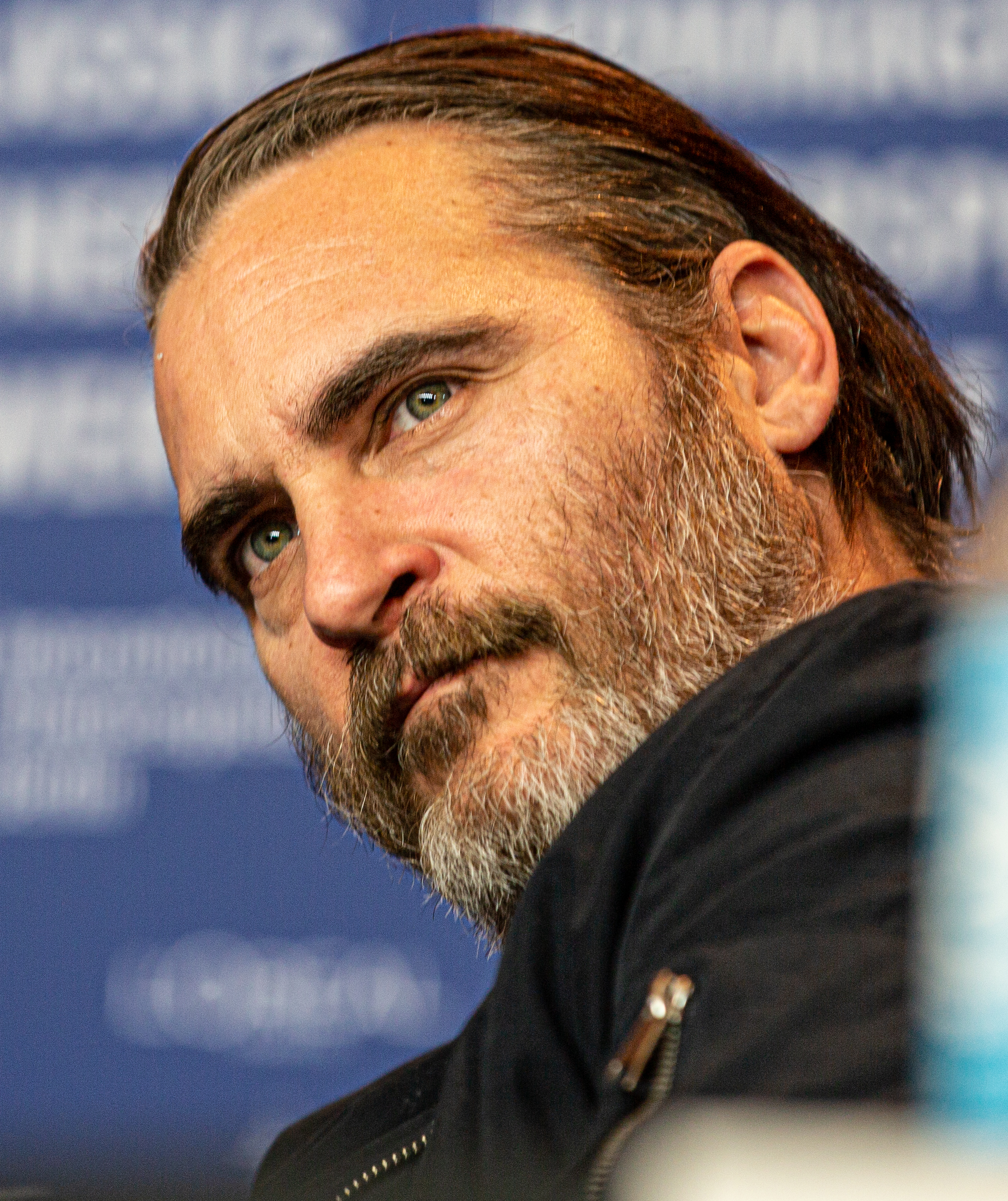
호아킨 피닉스의 조커 연기는 널리 찬사를 받았다. 이로 인해 피닉스는 이전에 세 번 후보에 오른 후 생애 첫 아카데미 남우주연상을 수상했다.

리뷰어 웹사이트 로튼 토마토에서 《조커》의 추천 지수는 68%, 평점은 7.3/10을 기록한다. 이 사이트의 총평은 다음과 같다. "《조커》는 악명 높은 중심 인물에게 소름 끼치도록 그럴듯한 기원 이야기를 부여하며, 주연을 위해 화려한 쇼케이스를 선사한다. 코믹스 원작 영화의 음울한 진화와 함께." 가중평균법을 사용하는 메타크리틱에서는 60명의 평론가에게서 평점 100점 만점에 59점의 점수를 받아, "엇갈린, 또는 평균적인 반응"으로 표시되었다. 《씨네21》에서는 전문가 7명이 참가하여 평점 7.29/10을 주었다. 관객 대상 설문 조사 결과 시네마스코어의 것은 평균 "B+" (A+~F 점수)였고, PostTrak의 것은 84%(별 5개 중 평균 4개)와 60% ("강력 추천")의 긍정적인 점수를 보였다.
《옵저버》의 마크 커모드는 별 5개 만점에 4개를 주며, "《조커》의 에이스 카드란 호아킨 피닉스가 선보이는, 왕이 될 남자에 대한 매혹적인 육체적 묘사이다"라고 언급했다. IGN에 리뷰를 투고한 짐 베즈보다는 《조커》에 만점을 주며, 이 영화가 "DC 코믹스의 어떠한 범접 없이 단지 인물 탐구 영화 그 자체로 빠져들게 한다. 놀라운 배트맨 유니버스 영화가 됨과 동시에, 이 영화는 배트맨 팬덤을 위한 케이크에 설탕옷을 입혔다"고 작성했다. 베즈보다는 이 작품이 현대 사회의 인간 경시과 폭력에 대한 강력하고 불안정한 비유라고 생각한다며, 피닉스의 조커 연기는 몰입되고 "오스카를 받을 만"하다고 기술했다. 마찬가지로, 영화에 만점을 준 《옵저버》의 산 브룩스는 이 영화를 "근사하리만치 대담하고 폭발적"이라고 말했으며, 스콜세지 영화의 요소를 차용하여 독창적인 이야기를 창조한 필립스의 작법을 높이 평가했다. 《버라이어티》의 오웬 글레이버맨은 "토드 필립스의 '신(新) 택시 드라이버' 속 정신질환을 앓는 찐따에서 살인 광대 조커로 변하는 피닉스는 경이롭다. 보기 드문, 현실 반영 코믹스 영화다"라고 작성했다.
《ComicBook.com》의 브랜든 데이비스는 자신이 본 2019의 어떤 공포 영화보다도 무서웠다며 《조커》를 획기적인 코믹스 각색본이라고 호평했다. 데이비스는 2008년에 개봉한 배트맨 영화 《다크 나이트》에 빗대어 영화와 연기를 극찬하며, 믿고 봐야 하는 영화라 불렀다. 《Deadline Hollywood》의 피트 해먼드는 이 영화가 조커를 다시 정의했으며, "범접 불가"하다는 의견을 내놓았다. 또한 해먼드는 스토리와 연기를 칭찬했으며, "다른 영화가 거의 하지 못 하는 방식으로 오늘날 우리가 사는 세상을 말해 주는 기교적 작품"이라고 요약했다. "롤링 스톤"의 피터 트래버스는 피닉스의 연기를 설명하며 할 말을 잃었다면서, 영화에 대해 "기가 막힌다"며 "그냥 대단하다"고 말했다.
《인디와이어》의 데이비드 에를리히는 엇갈린 반응을 보이며 영화에 "C+" 점수를 주었다. 그는 《조커》가 "《다크 나이트》 이후 가장 대담하고 흥미진진한 슈퍼히어로 영화"인 동시에 "도발적이고 혼란스럽고 잠재적으로 유해하다"는 소감을 전했다. 에를리히는 이 영화로 DC 팬들은 행복할 것이라며 피닉스의 연기를 칭찬했지만 필립스의 연출과 독창성 부족은 비판했다. 별 4개 만점에 2개를 준 《RogerEbert.com》의 글렌 케니는 비판적인 리뷰를 남겼다. 케니는 연기를 칭찬하고 이야기도 잘 기능한다고 생각했지만 사회적 논평과 필립스의 감독 방식은 비판했으며, 영화가 너무 새롭지 않고 초점이 "즐거움보다 자만심을 더 유발한다"고 평했다. '캐릭터 조커'의 분석글을 작성한 《Onmanorama》의 사제시 모한 (Sajesh Mohan)은 이 영화가 클리셰 덩어리이며, 유일한 원본은 호아킨 피닉스의 연기뿐이라고 썼다. 그리고 "영화는 세상이 그를 대하는 방식에 낙심한 나머지 아서 플렉이 조커로 변하는 과정을 매우 고통스럽고 자세하게 그려낸다. 필립스와 실버 덕분에 피닉스는 조커들 사이에서 킹을 뽑을 수 있었다"고 분석했다.
《타임》지의 스테파니 자카렉이 쓴 부정적인 비평문에는, 피닉스의 연기가 너무 과장되었으며 필립스가 "우리 문화의 공허함에 대한 영화를 제시하려 했으나, 공허함의 좋은 예시만 제공했을 뿐"이라는 소감이 서술되어 있었다. 그녀는 영화에 줄거리는 없고 "철없는 사춘기 수준의 우울함"만 있으며, "겉멋 든 철학으로 가득 차 있다"고 주장했다. 한편 《NPR》의 글렌 웰던은 영화에 혁신이 부족하다고 생각했으며, 조커에 대한 동정적인 해석이 "대단히도 설득력 없고 전혀 흥미롭지 않다"고 말했다. 웰던은 또한 《조커》가 코믹스에서 너무 벗어나려 한 나머지, 결과적으로 《택시 드라이버》의 모방 작품이 되었다고 서술했다. 《가디언》의 피터 브래드쇼는 이 영화를 "올해 가장 실망스러운 영화"로 평가했다. 그는 피닉스의 연기와 1막을 칭찬했으나 정치적인 플롯 전개는 비판했고, 영화는 전반적으로 여러 스콜세지 작품의 아류작이라고 여겼다.

### 업계 반응
《조커》는 업계 관계자들로부터 긍정적인 반응을 받았다. DC 코믹스의 CCO (최고 홍보 책임자)인 짐 리는 "강렬하고 생생하며 혼이 실려 있다"고 극찬했고, 원작에서 벗어났음에도 캐릭터에 충실했다고 언급했다. 애니메이션과 비디오 게임에서 조커의 성우를 맡은 배우 마크 해밀은 이 영화가 캐릭터를 "훌륭하게" 재창조했다며 "엄지 척" 이모티콘 두 개를 덧붙였다. 《슈퍼맨》의 감독 리처드 도너는 이 영화를 '훌륭하다', '매혹적이다', '정말 잘 썼다'고 평가하며 피닉스의 연기는 '천재적'이라고 평했다. 다큐멘터리 감독 마이클 무어는 《조커》를 "영화계의 걸작"이라 부르며, 이걸 보지 않는 것은 "사회적 위험"이라고 말했다. 마블 시네마틱 유니버스에서 타노스 역을 맡은 배우 조시 브롤린은 이 영화에 힘이 있다고 평했다. 그는 "여러분이 일생 동안 (대부분이 이미 그랬겠지만) 충격적인 일을 겪었거나, 진정한 연민이 무엇인지 여러분의 마음 어딘가에선 알고 있어야 《조커》를 이해할 수 있다고 믿는다."는 말도 덧붙였다. 역시 마블 시네마틱 유니버스에서 윌슨 피스크를 연기한 배우 빈센트 도노프리오는 트위터에서 피닉스의 영화 연기를 호평하며 "인정받을 만한 연기"라고 작성했고, 여배우 제시카 채스테인도 "내가 본 아주 훌륭한 연기 중 하나"라며 이에 동의했다. 배우이자 각본가인 피비 월러-브리지도 영화를 칭찬하며, "사람들이 (이 영화를) 불편해하는 이유는 그게 너무 사실적이고 노골적이라 느껴지기 때문이라고 생각합니다. 보면서 속으로 말했죠. 세상에, 이게 오바마가 집권했을 때 나왔다면 아무도 걱정하지 않았을 텐데"라고 언급했다. 호의적의지 않은 평가로는, 영화의 예상치 못한 성공에 대한 데이비드 핀처의 발언이 있다. "《다크 나이트》의 성공이 없었다면 《조커》가 대박을 터뜨릴 것이라고 누구도 기대하지 않았을 것입니다. 이런 소재 보고 아무도 이런 생각은 안 할 테니까요. '자, 트래비스 비클 (택시 드라이버)에 루퍼트 펍킨 (코미디의 왕) 좀 섞고, 정신 질환의 배신도 끼얹으면 10억 달러가 내 앞에 뚝 떨어지는 거지.'"

### 수상 및 후보

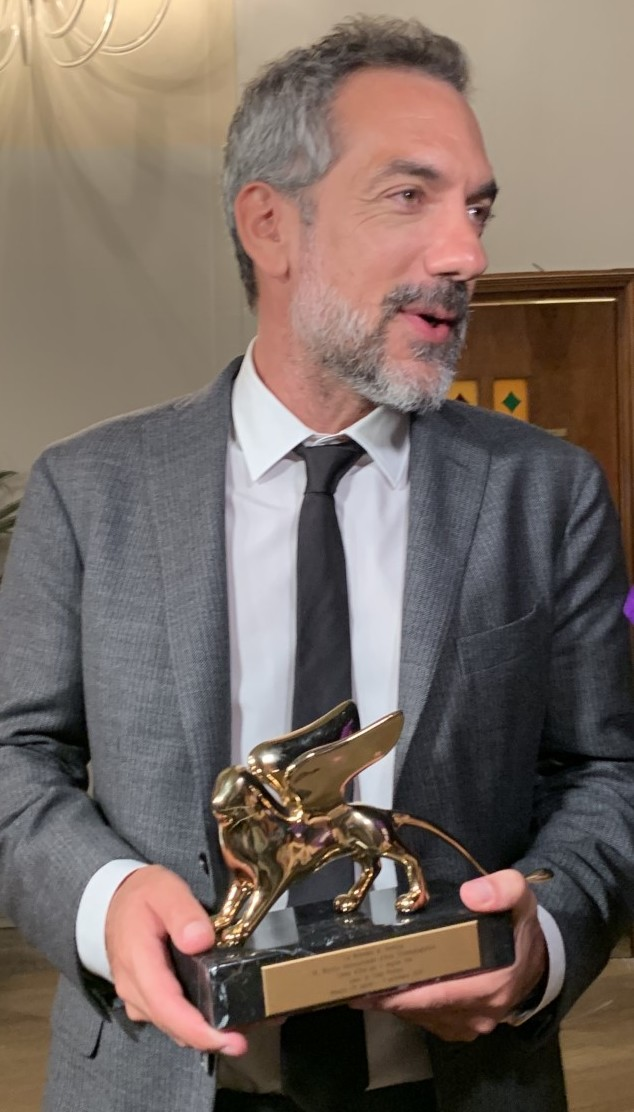
제76회 베니스국제영화제에서 황금사자상 트로피를 들고 있는 토드 필립스.

호아킨 피닉스는 《조커》로 아카데미 남우주연상, BAFTA 남우주연상, 크리틱스 초이스 남우주연상, 골든 글로브상 남우주연상 (드라마 영화 부문), 미국배우조합 남우주연상 등 여러 상을 수상했다.
《조커》는 제92회 아카데미 시상식에서 남우주연상(피닉스)과 음악상을 수상했다. 《조커》는 총 11개 부문에 후보로 올라 (작품상 포함) 만화책, 연재 만화 또는 그래픽 노블 원작 영화 《다크 나이트》 (8개 부문)의 기존 기록을 깼다. 제73회 영국 아카데미 영화상에서 작품상 등 11개 부문 후보가 된 이 영화는 남우주연상 (피닉스), 캐스팅상 및 음악상을 수상했다. 이 작품은 제77회 골든 글로브상 시상식에서 4개 부문 후보로 올랐으며, 음악상과 남우주연상 (피닉스)을 수상했다. 이 영화는 제25회 크리틱스 초이스 어워드에서 7개 부문에 후보로 올라 남우주연상 (피닉스)과 음악상을 받았고, 미국 영화 연구소 (American Film Institute)가 선정하는 2019년 최고의 영화 탑 텐(10) 중 하나로 뽑혔다.
《조커》는 피닉스의 연기로 제26회 미국배우조합상에서 상을 받은 데 이어 미국 작가조합과 미국프로듀서조합 등 다른 조합에서도 후보로 지명됐다. 또한 메이크업 아티스트 및 헤어 스타일리스트 조합에서 수여하는 장편 영화 캐릭터 메이크업상 부문을 수상했다. 이후 제76회 베니스 국제 영화제에서 황금사자상을 수상했다.

## 주제 및 분석
《조커》는 정신 질환과 그 영향을 주제로 다룬다. 작중 조커의 묘사는 온라인 인셀 커뮤니티 회원뿐만 아니라 미국의 총기난사범들을 연상시킨다고 평가되어 왔다. 베즈보다, 하몬드, 그리고 《가디언》지의 크리스티나 뉴랜드는 이 영화를 소외자들에 대한 사회의 무시는 조커와 같은 사람을 낳는다는 것을 일깨워 주는 반면교사 이야기(cautionary tale)라고 해석했다. 스티븐 켄트는 《워싱턴 이그재미너》의 기고문에서 아서 플렉에게 총기난사범의 공통적인 면모가 보인다고 서술하며, 사회가 조커와 같은 사람들로 가득하다는 것을 상기시키는 메시지라고 영화를 해석했다. 《People's World》에 기고한 천시 K. 로빈슨은 이 영화가 조커의 캐릭터에 대한 "탐구과 검증 사이에서 아슬아슬한 줄타기를 한다"며 "(이 영화는) 결국 스스로 괴물을 만들어 내는, 붕괴된 시스템에 대한 직접 대면 조사"라고 말했다.
일부 작가는 《조커》에서 보이는, 살인광에 대한 동정적인 묘사가 현실 세계의 폭력으로 이어질 수 있다고 우려를 표명했다. 《배니티 페어》의 리처드 로슨은 영화가 "극악한 범죄를 저지르는 백인 남성들"에게 지나치게 동정적이며, 영화에 나타난 정치, 사회적 이데올로기는 "학교와 콘서트, 교회에 총을 쏘는 사람들, 돈과 질투심 때문에 여성과 남성을 쏴 죽이는 사람들, 무정부적 적대감의 정신을 세상에 퍼뜨리는 사람들"에게 "훨씬 잘 드러나는 악"이라고 지적했다. 《내셔널 리뷰》의 짐 게라티는 "미국의 편집증적인 질풍노도의 젊은 남자들이 호아킨 피닉스의 광기를 보고는 사회에 돌아와 많은 사람을 해치려 들면서 '드디어 나를 이해해주는 사람이 생겼어!'라고 외칠 것"이 걱정된다고 작성했다. 마이클 쉰들러는 《Mere Orthodoxy》에 올린 영화 비평문에서 《조커》가 동정적인 소원 성취 환상을 묘사한다는 데 동의했다. 그러나 지그문트 프로이트와 자크 라캉의 견해를 인용하며, 그 이유는 영화가 "세상의 아서 플렉들을 온순한 몽유병자로" 바꿔 현실의 폭력성을 사전에 진정시키기 위함이라고 주장했다.
영국의 신경범죄학자 아드리안 레인은 영화 속 살인자의 심리에 대한 묘사의 정확성에 감명을 받았다. 그는 《배니티 페어》와의 인터뷰에서 본작을 "훌륭한 교보재"라고 설명하며 수업 시간에 영화 클립을 보여 줄 계획이라고 언급했다. 정신과 의사 캄란 아흐메드는 아서의 질병 원인을 다루며 유년기의 부모의 학대와 상실, 정신 질환의 가족력이라는 요인을 강조했다. Bravo TV 시리즈 《Married to Medicine Los Angeles》로 이름을 알린, 정신 장애가 있는 강력범들과 함께 일하는 미국의 정신과 의사 이마니 워커는 조커의 정신 장애와 상황을 분석하고, 아서는 타락하기 전 도움을 구했으나 그저 버려졌다고 언급했다. 그녀는 아서와 정신 질환을 앓고 있는 빈곤층에 대해 이렇게 말했다. "우리 사회는 그런 사람들이 없는 것처럼 지내면 안 된다. 그것이 이 영화의 주제다. 그에게는 기회가 없었다."
잡지 《재커빈》의 전무 이사 미카 위트리히트는 《가디언》지에서 미디어가 영화의 메시지를 이해하지 못한 것에 충격을 받았다는 의견을 표했다. "우리는 미국의 긴축재정안을 직접 비난했다. 그 정책이 취약계층이 자원 하나 없이 고통받게 내버려 두는 것과, 사회의 나머지 구성원들에게 끔찍한 결말을 불러올 것이라고 말이다." 아흐메드 역시 이미 전세계적으로 만연한 정신 건강 의료 관련 자금 부족을 강조한다.

## 문화적 영향
2019년 10월 이탈리아의 오성운동 행사에서, 코미디언이자 정치인인 베페 그릴로는 조커 분장을 하고 연설했다. 2021년 3월 지바현 지사 카와이 유스케는 조커 의상을 입고 NHK에 출연했다. 전세계의 반정부 시위에서도 조커 캐릭터를 본뜬 상징이 등장했다. 2019년~2020년 레바논 시위에서 Ashekm이라는 그래피티 아티스트 그룹은 화염병을 들고 있는 조커의 벽화를 그렸고, 베이루트 시위에서는 조커 페이스페인팅을 그려 주는 장소가 발견되었다. 칠레의 로스앙헬레스에서는 2019년~2020년 칠레 시위 도중 영화 속 고담시의 시위대가 들고 나온 "우리 모두 광대다" ("We are all clowns")라는 문구가 동상 발치에 쓰여졌다. 홍콩에서는 시위대가 조커 등 캐릭터 마스크를 착용함으로써, 당국의 복면금지법에 저항했다. 프랑스에서는 노란 조끼 운동 기간 동안 소방관들이 조커 분장을 한 채 플래카드를 들고 있었다.
영화에서 등장한 장소 중 하나인 뉴욕 브롱크스의 계단은 '조커 계단'이라고 불렸다. 계단은 관광지이자 인터넷 밈이 되었으며, 일부 방문객들은 영화에서 아서가 조커 복장을 입고 계단을 내려가는 장면을 재현하기도 한다.
우크라이나의 복싱 챔피언 올렉산드르 우식은 앤서니 조슈아 상대의 경기를 앞두고, 기자 회견에서 조커와 비슷한 슈트를 입고 등장했다.

## 속편 논의
《조커》는 속편 없는 단독 영화로 만들어졌으나, 워너 브라더스는 DCEU와 별개의 DC 코믹스 원작 영화 시리즈이자 더 어둡고 실험적인 DC 블랙을 구상했다. 2019년 8월 필립스는 영화의 흥행과 피닉스의 의사에 따라 속편을 제작할 수도 있다고 말했지만 나중에 "속편 생각은 없습니다. 하나의 영화로 상정하고 있었습니다. 그게 다예요."라고 밝혔다. 2019년 10월, 피닉스는 조커가 자신의 "꿈의 배역"이라고 생각하느냐는 피터 트래버스의 질문을 중심으로, 그에게 아서 역을 다시 맡을 수 있는지 물었다. 피닉스는 "조커랑 같이 할 수 있는 뭔가 재미있는 거 없나, 계속 이 생각 뿐이었어요" 라며 "《조커》 촬영 이전에는 정말 하고 싶은 게 없었어요. (더 할 일이) 있는지 모르겠고... 이 캐릭터와는 정말 끝없이 함께 갈 수도 있어 보여요."라고 말을 마쳤다.
2019년 11월 20일 《더 할리우드 리포터》는 필립스, 실버, 피닉스가 복귀할 것으로 예상되는 속편이 기획 중이라고 보도했다. 그러나, 같은 날 《Deadline Hollywood》는 해당 기사는 거짓이며, 협상도 시작되지 않았다고 보도했다. 필립스는 보도에 대해 워너 브라더스와 속편에 대해 논의했으며 가능성이 남아 있지만 개발 중은 아니라고 응답했다. 필립스는 또한 곧 있을 영화 《더 배트맨》 (2022년)과 《조커》는 연관성이 없다고 공식적으로 발언했다. 필립스는 팜 스프링스 국제영화제에서 이뤄진 《버라이어티》 인터뷰에서 배트맨 스핀오프 영화에 대해 관심을 표하며 "아름다운 고담시네요. 솔직히 가장 보고 싶은 건 '그 고담의 배트맨은 어떤가'입니다. 제가 그렇게 할 거라는 건 아니에요. 우리 영화에 배트맨이 나온다면 '이 고담이 낳은 배트맨은 어떤 부류일까?'가 저는 가장 흥미로울 겁니다. 이런 의미입니다." 2021년 5월 5일 《더 할리우드 리포터》는 《조커》의 속편이 계획되어 있다고 보도했다. 5월 27일 필립스가 대본을 쓰기로 계약했다는 사실이 전해졌다.

### 내용주
1. ↑  영화 외적으로, 이 장면은 배트맨의 기원에 해당된다.[6]
2. ↑  본래 촬영 시작일은 9월 10일로 예정되어 있었으나,[79] 토드 필립스는 인스타그램에 9월 2일부터 시작되었다고 게시했다.[80]

### 참조주
1. 1 2  “Joker (2019)”. 《영국 영화 등급 분류 위원회》. 2019년 9월 24일. 2019년 9월 30일에 원본 문서에서 보존된 문서. 2019년 10월 13일에 확인함.
2. 1 2 3 4  Kit, Borys (2018년 6월 13일). “Warner Bros. Shifts DC Strategy Amid Executive Change-Up”. 《The Hollywood Reporter》. 2018년 6월 13일에 원본 문서에서 보존된 문서. 2018년 6월 15일에 확인함.
3. 1 2 3 4 5 6  D'Alessandro, Anthony (2019년 10월 5일). “Warner Bros. Laughing All The Way To The Bank With 'Joker': $94M Debut Reps Records For October, Todd Phillips, Joaquin Phoenix & Robert De Niro”. 《Deadline Hollywood》. 2019년 10월 4일에 원본 문서에서 보존된 문서. 2019년 10월 5일에 확인함.
4. ↑  “Joker (2019)”. 《박스 오피스 모조》. IMDb. February 13, 2021에 원본 문서에서 보존된 문서. February 13, 2021에 확인함.
5. ↑  “Joker (2019)”. 《The Numbers》. Nash Information Services, LLC. November 9, 2019에 원본 문서에서 보존된 문서. February 13, 2021에 확인함.
6. ↑  Russel, Bradley (2019년 10월 4일). “Joker ending explained: your biggest questions answered”. 《GamesRadar+》. 2019년 10월 4일에 원본 문서에서 보존된 문서. 2019년 10월 5일에 확인함.
7. ↑  Snyder, Chris; Phillips, Ian (2019년 4월 9일). “Everything you missed in the first 'Joker' teaser trailer”. 《Business Insider》. 2019년 4월 9일에 원본 문서에서 보존된 문서. 2019년 4월 9일에 확인함.
8. 1 2  Chu, Henry (2019년 8월 31일). “In 'Joker,' Joaquin Phoenix Wanted to Create a Character 'That Wasn't Identifiable'”. 《Variety》. 2019년 8월 31일에 원본 문서에서 보존된 문서. 2019년 8월 31일에 확인함.
9. 1 2 3 4  Weintraub, Steve (2018년 7월 12일). “Exclusive: Joaquin Phoenix on His "Unique" Joker Movie and Why It Scares Him”. 《Collider》. 2018년 9월 18일에 원본 문서에서 보존된 문서. 2018년 9월 17일에 확인함.
10. 1 2  Kohn, Eric (2019년 4월 3일). “'Joker': Robert De Niro Addresses the Connection Between His Character and 'King of Comedy'”. 《IndieWire》. Los Angeles, California. 2019년 4월 3일에 원본 문서에서 보존된 문서. 2019년 4월 3일에 확인함. There's a connection, obviously, with the whole thing. But it's not as a direct connection as the character I'm playing being Rupert many years later as a host.
11. 1 2  Kit, Borys (2018년 7월 23일). “Robert De Niro in Talks to Join Joaquin Phoenix in Joker Movie (Exclusive)”. 《The Hollywood Reporter》 (영어). 2018년 7월 23일에 원본 문서에서 보존된 문서. 2018년 7월 24일에 확인함.
12. 1 2  Hood, Cooper (2018년 8월 10일). “Zazie Beetz's Role in Joker Revealed”. 《Screen Rant》. 2018년 9월 18일에 원본 문서에서 보존된 문서. 2018년 9월 17일에 확인함.
13. 1 2  Kit, Borys (2018년 7월 19일). “'Joker' Movie: 'Deadpool 2' Actress Zazie Beetz in Talks to Join Joaquin Phoenix (Exclusive)”. 《The Hollywood Reporter》 (영어). 2018년 7월 20일에 원본 문서에서 보존된 문서. 2018년 7월 21일에 확인함.
14. ↑  Anderson, Jenna (2018년 9월 18일). “Zazie Beetz is Excited to Be Working With Joaquin Phoenix on 'Joker' Movie”. 《ComicBook.com》. 2018년 9월 19일에 원본 문서에서 보존된 문서. 2018년 9월 19일에 확인함.
15. ↑  Schmidt, JK (2019년 5월 21일). “Zazie Beetz Explains How Joker Movie Is Different Than Deadpool”. 《ComicBook.com》. 2019년 5월 28일에 원본 문서에서 보존된 문서. 2019년 5월 21일에 확인함.
16. 1 2  Ankers, Adele (2019년 10월 2일). “Select Joker Screenings to Be Policed With NYPD Undercover Tactics for Opening Weekend”. 《IGN》. 2019년 10월 4일에 원본 문서에서 보존된 문서. 2019년 10월 5일에 확인함.
17. 1 2  Gonzalez, Umberto; Verhoeven, Beatrice (2018년 7월 24일). “'Joker': Frances Conroy in Talks to Play Mom to Joaquin Phoenix's Joker in 'Batman' Spinoff (Exclusive)”. 《TheWrap》. 2018년 7월 24일에 원본 문서에서 보존된 문서. 2018년 7월 24일에 확인함.
18. ↑  Desta, Yohana (2019년 10월 4일). “Joker: Let's Talk About His Mom, Shall We?”. 《Vanity Fair》 (New York City). 2020년 8월 29일에 원본 문서에서 보존된 문서. 2019년 10월 7일에 확인함.
19. ↑  Anderson, Jenna (2018년 9월 23일). “'Joker' Set Photo Reveals Thomas Wayne's Political Ambitions”. 《ComicBook.com》. 2018년 9월 27일에 원본 문서에서 보존된 문서. 2018년 9월 26일에 확인함.
20. ↑  Kit, Borys (2018년 8월 27일). “'Joker' Movie: Alec Baldwin to Play Bruce Wayne's Father”. 《The Hollywood Reporter》 (Los Angeles, California). 2018년 9월 21일에 원본 문서에서 보존된 문서. 2018년 9월 17일에 확인함.
21. 1 2  Stedman, Alex (2018년 8월 29일). “Alec Baldwin Drops Out of 'Joker' Movie”. 《Variety》. 2018년 9월 17일에 원본 문서에서 보존된 문서. 2018년 9월 17일에 확인함.
22. ↑  Orquiola, John (2019년 10월 10일). “Joker Avoids Having Its Own MARTHA Moment”. 《Screen Rant》. 2019년 10월 19일에 원본 문서에서 보존된 문서. 2020년 5월 18일에 확인함.
23. 1 2  Couch, Aaron (2018년 10월 23일). “Joker' Finds Its Young Bruce Wayne and Alfred Pennyworth”. 《The Hollywood Reporter》. 2020년 8월 29일에 원본 문서에서 보존된 문서. 2018년 10월 23일에 확인함.
24. ↑  Davis, Brandon (2018년 10월 23일). “'Joker': Dante Pereira-Olson Cast as Young Bruce Wayne”. 《ComicBook.com》. 2018년 10월 23일에 원본 문서에서 보존된 문서. 2018년 10월 23일에 확인함.
25. ↑  E. Hayner, Chris (2018년 9월 20일). “The Joker Movie Casts A New Thomas Wayne After Alec Baldwin Quit”. 《GameSpot》. 2018년 9월 27일에 원본 문서에서 보존된 문서. 2018년 9월 26일에 확인함.
26. 1 2 3 4  “Production is Underway on Warner Bros. Pictures' "Joker"”. 《Business Wire》. 2018년 9월 17일. 2018년 9월 18일에 원본 문서에서 보존된 문서. 2018년 9월 18일에 확인함.
27. ↑  Rosenberg, Alyssa (2019년 10월 7일). “'Joker' wants you to choose between provocation and prudishness. It's not a hard decision”. 《The Washington Post》. 2019년 10월 9일에 원본 문서에서 보존된 문서. 2019년 10월 9일에 확인함.
28. 1 2  Chitwood, Adam (2018년 10월 22일). “Exclusive: 'Joker' Actor Shea Whigham Reveals Who He Plays, Teases Unique Filming Experience”. 《Collider》. 2019년 5월 18일에 원본 문서에서 보존된 문서. 2019년 8월 31일에 확인함.
29. 1 2  Kroll, Justin (2018년 7월 31일). “Joaquin Phoenix's Joker Movie Eyes 'Glow' Star Marc Maron (EXCLUSIVE)”. 《Variety》. 2018년 7월 31일에 원본 문서에서 보존된 문서. 2018년 7월 31일에 확인함.
30. 1 2  Trendell, Andrew (2019년 3월 26일). “Marc Maron tells us about working on Joaquin Phoenix's upcoming 'Joker' origin movie”. 《NME》. 2019년 4월 3일에 원본 문서에서 보존된 문서. 2019년 4월 1일에 확인함.
31. 1 2 3 4  Anderson, Jenna (2019년 4월 2일). “First 'Joker' Trailer Debuts at CinemaCon”. 《Comicbook.com》. 2019년 4월 3일에 원본 문서에서 보존된 문서. 2019년 4월 3일에 확인함.
32. ↑  Russell, Bradley (2019년 10월 7일). “Joker Easter eggs: 10 references to Batman (and beyond) you might have missed”. 《GamesRadar+》. 2019년 10월 9일에 원본 문서에서 보존된 문서. 2019년 10월 9일에 확인함.
33. ↑  Reilly, Dan (2019년 10월 15일). “What Joker Gets Right About Stand-Up Comedy”. 《Vulture》. 2019년 12월 12일에 원본 문서에서 보존된 문서. 2019년 10월 20일에 확인함.
34. ↑  Sneider, Jeff (2019년 10월 25일). “Gary Gulman on His New HBO Special, Battling Depression, and His 'Joker' Scene”. 《Collider》. 2019년 10월 25일에 원본 문서에서 보존된 문서. 2019년 10월 25일에 확인함.
35. 1 2  Francisco, Eric (2018년 9월 20일). “Joaquin Phoenix's 'Joker' Movie Set Photos Show an Aging Stripper Character”. 《Inverse》. 2018년 9월 23일에 원본 문서에서 보존된 문서. 2018년 9월 24일에 확인함.
36. ↑  Acuna, Kirsten (2019년 10월 4일). “12 details and references you may have missed in 'Joker'”. 《Insider》. 2020년 8월 29일에 원본 문서에서 보존된 문서. 2019년 10월 4일에 확인함.
37. ↑  Cotter, Padraig (2018년 3월 7일). “Joaquin Phoenix Doesn't Regret Passing on MCU Movie Roles”. 《Screen Rant》. 2018년 9월 23일에 원본 문서에서 보존된 문서. 2018년 9월 22일에 확인함.
38. 1 2 3 4 5 6 7 8 9 10 11  Rottenberg, Josh (2019년 8월 28일). “In 'Joker' the stakes are life and death, and comic book movies may never be the same”. 《Los Angeles Times》. 2019년 8월 28일에 원본 문서에서 보존된 문서. 2019년 8월 28일에 확인함.
39. 1 2 3 4  Rottenberg, Josh (2019년 10월 4일). “'Joker' Ending Explained: Director Todd Phillips on Fan Theories and Open Questions”. 《Los Angeles Times》 (Los Angeles, California: Tribune Publishing Company). 2019년 10월 5일에 원본 문서에서 보존된 문서. 2019년 10월 5일에 확인함.
40. 1 2 3 4 5 6  “The Making of Joker”. 《Closer Magazine Movie Special Edition》 (American Media, Inc.) 19 (65): 8–19. 2019. ISSN 1537-663X. OCLC 44996610. 2019년 10월 30일에 원본 문서에서 보존된 문서.
41. 1 2 3  Hagan, Joe (2019년 10월 1일). ““I Fucking Love My Life”: Joaquin Phoenix on Joker, Why River Is His Rosebud, His Rooney Research, and His “Prenatal” Gift for Dark Characters”. 《Vanity Fair》. 2022년 1월 10일에 확인함.
42. ↑  JohnnySobeczak (2019년 7월 10일). “Todd Phillips pitched JOKER to WB executives at the after party of the WAR DOGS premiere. "He suggested they begin a new division called DC Black, separating itself from the current crop of DC films. It was also a way of differentiating from Marvel." (Via @empiremagazine)” (트윗). 2019년 7월 12일에 원본 문서에서 보존된 문서. 2019년 7월 23일에 확인함.
43. ↑  JohnnySobeczak (2019년 7월 10일). “"I said 'Let JOKER be the first, then let's get fucking great filmmakers to come in.' Instead of trying to live in the shadow of the beast (MCU), let's do something they can't." This included $30 million budgets, no CGI hoopla. "Let's strip that all away. It'll be liberating."” (트윗). 2019년 7월 14일에 원본 문서에서 보존된 문서. 2019년 7월 25일에 확인함.
44. ↑  Riesman, Abraham (2017년 9월 29일). “DC Rethinks Its Universe”. 《Vulture》. 2017년 9월 30일에 원본 문서에서 보존된 문서. 2017년 9월 29일에 확인함.
45. 1 2  Fleming, Mike Jr. (2017년 8월 22일). “The Joker Origin Story On Deck: Todd Phillips, Scott Silver, Martin Scorsese Aboard WB/DC Film”. 《Deadline Hollywood》. 2017년 8월 23일에 원본 문서에서 보존된 문서. 2017년 8월 23일에 확인함.
46. ↑  Siegel, Tatiana (2019년 10월 9일). “How Martin Scorsese Paved the Way for ‘Joker’”. 《The Hollywood Reporter》. 2021년 9월 14일에 확인함.
47. 1 2  Masters, Kim; Kit, Borys (2017년 9월 1일). “The Joker Movie: Warner Bros. Wants Class, Cachet and Maybe Leonardo DiCaprio”. 《The Hollywood Reporter》 (영어). 2017년 9월 5일에 원본 문서에서 보존된 문서. 2017년 9월 5일에 확인함.
48. 1 2 3  Masters, Kim (2019년 10월 19일). “"You've Got to Stop This": Jared Leto Fumed Over New 'Joker' Movie”. 《The Hollywood Reporter》. 2019년 10월 19일에 원본 문서에서 보존된 문서. 2019년 10월 19일에 확인함.
49. 1 2  Itzkoff, Dave (2019년 9월 10일). “Joaquin Phoenix, the Wild Card of 'Joker'”. 《The New York Times》. 2019년 9월 12일에 원본 문서에서 보존된 문서. 2019년 9월 12일에 확인함.
50. 1 2  Shepherd, Jack; Graham, Jamie (2019년 8월 20일). “Exclusive: Joaquin Phoenix reveals his hesitations over playing the Joker: "There was a lot of fear"”. 《GamesRadar+》. 2019년 8월 28일에 원본 문서에서 보존된 문서. 2019년 8월 25일에 확인함.
51. 1 2 3 4  Tartaglione, Nancy (2019년 8월 31일). “'Joker's Joaquin Phoenix & Todd Phillips On Creating DC Character Study & Finding That Laugh – Venice”. 《Deadline Hollywood》. 2019년 9월 1일에 원본 문서에서 보존된 문서. 2019년 9월 2일에 확인함.
52. ↑  Keegan, Rebecca (2019년 12월 27일). “Making of ‘Joker’: How Todd ?Phillips’ “Bold Swing” Became a Study in Madness”. 《The Hollywood Reporter》. 2022년 1월 12일에 확인함.
53. 1 2  Boucher, Geoff (2019년 12월 26일). “‘Joker’: Read Todd Phillips And Scott Silver’s Script For Subversive Superhero Pic”. 《Deadline Hollywood》. 2022년 1월 12일에 확인함.
54. 1 2  Shepherd, Jack; Graham, Jamie (2019년 8월 20일). “Joker movie director discusses potential sequel: "I would do anything with Joaquin Phoenix"”. 《GamesRadar+》. 2019년 8월 20일에 원본 문서에서 보존된 문서. 2019년 8월 21일에 확인함.
55. ↑  Outlaw, Kofi (2019년 10월 8일). “Joker's Shocking Climatic (sic) scene Is a Major Dark Knight Returns Easter Egg”. 《ComicBook.com》. 2021년 8월 15일에 확인함.
56. ↑  Edwards, Chris (2019년 7월 8일). “Joker doesn't "follow anything" from the comics”. 《Digital Spy》. 2019년 7월 9일에 원본 문서에서 보존된 문서. 2019년 7월 10일에 확인함.
57. ↑  Rougeau, Michael (2019년 9월 16일). “Joker Director Claims He Was "Misquoted" Concerning Comic Book Connections”. 《GameSpot》. 2020년 8월 29일에 원본 문서에서 보존된 문서. 2019년 9월 16일에 확인함.
58. 1 2 3  Desowitz, Bill (2019년 10월 7일). “'Joker': How Cesar Romero and Bernhard Goetz Inspired Joaquin Phoenix's Look”. 《IndieWire》. Los Angeles, California. 2019년 12월 28일에 원본 문서에서 보존된 문서. 2020년 1월 7일에 확인함.
59. 1 2  Godfrey, Alex (2019년 10월 8일). “The 'hero' who'd had enough: how subway vigilante Bernhard Goetz inspired Joker”. 《The Telegraph》 (London, England). 2019년 12월 17일에 원본 문서에서 보존된 문서. 2020년 1월 7일에 확인함.
60. ↑  Libbey, Dirk (2019년 7월 10일). “Robert De Niro Was Sent A Pipe Bomb The Day He Started Filming Joker”. 《CinemaBlend》. 2019년 7월 10일에 원본 문서에서 보존된 문서. 2019년 7월 10일에 확인함.
61. ↑  Bahr, Lindsey (2019년 8월 29일). “Fall Movie Preview: ‘Joker’ gets a prestige makeover”. 《AP》. 2022년 1월 12일에 확인함.
62. ↑  Rougeau, Michael (2019년 9월 20일). “Joker's Script Leaked, And The Movie's Director Doesn't Care If You Read It”. 《Gamespot》. 2022년 1월 12일에 확인함.
63. ↑  Joel, William (2019년 11월 15일). “HOW JOKER’S GRITTY LOGO WAS CREATED WITH WOOD TYPE LETTERPRESS”. 《The Verge》. 2022년 2월 4일에 확인함.
64. ↑  Lang, Brent (2018년 1월 4일). “Warner Bros. Taps Walter Hamada to Oversee DC Films Production (EXCLUSIVE)”. 《Variety》 (미국 영어). 2018년 6월 12일에 원본 문서에서 보존된 문서. 2018년 9월 29일에 확인함.
65. ↑  Burlingame, Russ (2019년 12월 24일). “Joker Director Todd Phillips Says DC's Walter Hamada 'Didn't Get It'”. 《Comicbook.com》. 2022년 1월 18일에 확인함.
66. ↑  Erao, Matthew (2018년 6월 18일). “Joker Origin Film Reportedly Wants Robert De Niro For Supporting Role”. 《Screen Rant》. 2018년 7월 28일에 원본 문서에서 보존된 문서. 2018년 7월 18일에 확인함.
67. 1 2  Kroll, Justin (2018년 7월 10일). “Joaquin Phoenix's 'Joker' Movie Gets the Greenlight, Will Shoot in the Fall”. 《Variety》. 2018년 9월 19일에 원본 문서에서 보존된 문서. 2018년 9월 18일에 확인함.
68. ↑  Kit, Borys (2018년 7월 10일). “Joaquin Phoenix's Joker Origin Movie a Go at Warner Bros.”. 《The Hollywood Reporter》. 2018년 7월 11일에 원본 문서에서 보존된 문서. 2018년 7월 11일에 확인함.
69. ↑  Hood, Cooper (2018년 7월 18일). “Joker Origin Movie Title & Release Date Officially Revealed”. 《Screen Rant》. 2018년 10월 19일에 원본 문서에서 보존된 문서. 2018년 9월 16일에 확인함.
70. ↑  Ashurst, Sam; Chapman, Matt (2019년 4월 3일). “Joaquin Phoenix's Joker film release date, plot, cast, trailer and everything you need to know”. 《Digital Spy》. 2018년 9월 17일에 원본 문서에서 보존된 문서. 2019년 4월 9일에 확인함.
71. 1 2  D'Alessandro, Anthony (2018년 7월 10일). “Todd Phillips' 'Joker' Movie Heading Into Production This Fall With Joaquin Phoenix”. 《Deadline Hollywood》. 2018년 7월 24일에 원본 문서에서 보존된 문서. 2018년 7월 11일에 확인함.
72. ↑  “Joker trailer, release date, cast, news and more”. 《Den of Geek》. 2019년 4월 3일. 2019년 4월 7일에 원본 문서에서 보존된 문서. 2019년 4월 15일에 확인함.
73. ↑  Yang, Rachel (2018년 9월 21일). “See Joaquin Phoenix in Joker Makeup”. 《Variety》. 2018년 9월 21일에 원본 문서에서 보존된 문서. 2018년 9월 21일에 확인함.
74. ↑  “Robert De Niro and Frances Conroy join DC's Joker origin film”. flickeringmyth. 2018년 7월 24일. 2018년 7월 25일에 원본 문서에서 보존된 문서. 2018년 7월 26일에 확인함.
75. ↑  Mueller, Matthew (2018년 7월 13일). “Frances McDormand Turns Down Role in Joker Origin Movie”. 《ComicBook.com》 (영어). 2018년 7월 26일에 원본 문서에서 보존된 문서. 2018년 7월 21일에 확인함.
76. ↑  Anderson, Jenna (2018년 7월 31일). “Bryan Callen Cast in 'Joker' Origin Movie”. 《ComicBook.com》 (영어). 2018년 7월 31일에 원본 문서에서 보존된 문서. 2018년 8월 1일에 확인함.
77. ↑  Kit, Borys; Couch, Aaron (2018년 8월 29일). “Alec Baldwin Exits 'Joker' Movie”. 《The Hollywood Reporter》. 2021년 12월 27일에 확인함.
78. 1 2  MacDonald, Terrence T. (2018년 9월 21일). “'Joker,' Joaquin Phoenix film about Batman nemesis, to film in N.J. locations”. 《NJ.com》. 2018년 9월 22일에 원본 문서에서 보존된 문서. 2018년 9월 21일에 확인함.
79. ↑  D'Alessandro, Anthony (2018년 8월 27일). “Alec Baldwin Joins Todd Phillips' 'Joker'”. 《Deadline Hollywood》. 2018년 8월 27일에 원본 문서에서 보존된 문서. 2018년 8월 28일에 확인함.
80. ↑  Drum, Nicole (2018년 9월 2일). “'Joker' Director Todd Phillips Teases Production With New Photo”. 《ComicBook.com》. 2018년 9월 19일에 원본 문서에서 보존된 문서. 2018년 9월 18일에 확인함.
81. ↑  Chitwood, Adam (2018년 9월 17일). “Brett Cullen Replaces Alec Baldwin as Thomas Wayne in 'Joker'”. 《Collider》. 2018년 9월 18일에 원본 문서에서 보존된 문서. 2018년 9월 17일에 확인함.
82. ↑  “Full 'Joker' Cast List Reveals Shea Whigham, Glenn Fleshler, and More”. 《Collider》. 2018년 9월 17일. 2018년 9월 18일에 원본 문서에서 보존된 문서. 2018년 9월 17일에 확인함.
83. ↑  “Joker Movie Extras Reportedly Reduced To Peeing On Subway Tracks During Shoot”. 《Gothamist》. 2018년 10월 10일. 2019년 10월 9일에 원본 문서에서 보존된 문서. 2019년 10월 9일에 확인함.
84. ↑  “Joaquin Phoenix All Smiles as The Joker in Action”. 《TMZ》. 2018년 9월 22일. 2018년 10월 1일에 원본 문서에서 보존된 문서. 2018년 10월 1일에 확인함.
85. ↑  “The Star Of Joker Is New York As Gotham City”. 《Gothamist》. 2019년 10월 3일. 2019년 10월 9일에 원본 문서에서 보존된 문서. 2019년 10월 9일에 확인함.
86. ↑  Mancuso, Vinnie (2019년 1월 26일). “Todd Phillips Rewrote Joaquin Phoenix's 'Joker' During Production”. 《Collider》. 2019년 1월 27일에 원본 문서에서 보존된 문서. 2019년 1월 27일에 확인함.
87. ↑  Sharf, Zack (2019년 9월 11일). “Joaquin Phoenix Baffled 'Joker' Cast by Walking Off Set in Middle of Filming”. 《IndieWire》. 2019년 9월 11일에 원본 문서에서 보존된 문서. 2019년 9월 11일에 확인함.
88. ↑  McNary, Dave (2018년 10월 10일). “'Joker' Movie Extras Reportedly Denied Break, Locked in Subway Cars”. 《Variety》. 2018년 10월 24일에 원본 문서에서 보존된 문서. 2018년 10월 23일에 확인함.
89. ↑  Smith, Nigel (2018년 11월 19일). “Joaquin Phoenix Sprints Through the Streets of New York City as He Films The Joker”. 《People》. 2018년 11월 20일에 원본 문서에서 보존된 문서. 2018년 11월 20일에 확인함.
90. ↑  Anderson, Jenna (2018년 12월 3일). “Joaquin Phoenix's 'Joker' Wraps Production”. 《ComicBook.com》. 2018년 12월 4일에 원본 문서에서 보존된 문서. 2018년 12월 4일에 확인함.
91. ↑  Chitwood, Adam (2018년 12월 18일). “'Joker' Wraps Filming as Todd Phillips Shares One Final Set Photo”. 《Collider》. 2019년 4월 3일에 원본 문서에서 보존된 문서. 2019년 4월 3일에 확인함.
92. ↑  Couch, Aaron (2020년 1월 26일). “Producer Emma Tillinger Koskoff Reveals Which ‘Joker’ Scene Was Most Stressful to Film”. 《The Hollywood Reporter》. 2022년 1월 14일에 확인함.
93. ↑  Sharf, Jack (2019년 11월 12일). “‘Joker’ Cinematographer Says Warner Bros. Passed on Original Plan for 70mm Shoot”. 《Indiewire》. 2022년 1월 18일에 확인함.
94. ↑  Jones, Adrienne (2019년 3월 22일). “Todd Phillips Releases Moody New Joker Image, Confirms Editing Is Underway”. 《CinemaBlend》. 2019년 4월 3일에 원본 문서에서 보존된 문서. 2019년 4월 2일에 확인함.
95. 1 2  Couch, Aaron (2019년 4월 2일). “'Joker' Brings Creepy First Trailer to CinemaCon”. 《The Hollywood Reporter》. 2019년 4월 3일에 원본 문서에서 보존된 문서. 2019년 4월 2일에 확인함.
96. ↑  D'Alessandro, Anthony; Tartaglione, Nancy (2019년 4월 2일). “'Joker': Joaquin Phoenix's Ultradark Villain Surfaces Retro-Style In CinemaCon Sneak Peek”. 《Deadline Hollywood》. 2019년 4월 2일에 원본 문서에서 보존된 문서. 2019년 4월 2일에 확인함.
97. ↑  “JOKER”. 《The Art of VFX》. 2019년 4월 4일에 원본 문서에서 보존된 문서. 2019년 4월 4일에 확인함.
98. 1 2  Couch, Aaron (2020년 1월 13일). “How ‘Joker’s’ Broccoli-Green Hair and Consistently Smeared Makeup Created a "Handmade" DC Villain”. 《The Hollywood Reporter》. 2022년 1월 4일에 확인함.
99. ↑  Garcia, Leonardo Adrian; Sharf, Zack; Thompson, Anne (2019년 11월 4일). “Todd Phillips Cut Zazie Beetz 'Joker' Scene That Confirmed Her Fate — Exclusive Video”. 《IndieWire》. Los Angeles, California. 2019년 12월 7일에 원본 문서에서 보존된 문서. 2019년 12월 7일에 확인함.
100. ↑  Chitwood, Adam (2020년 1월 20일). “Joker Editor on Ambiguity, That Ending, and Piecing Together Joaquin Phoenix's Performance”. 《Collider》. 2021년 12월 9일에 확인함.
101. ↑  Wong, Natalie (2019년 9월 8일). “Financier for 'Joker' Has Made Movies Into Ultimate Yield Play”. Bloomberg News. 2019년 10월 12일에 원본 문서에서 보존된 문서. 2019년 9월 8일에 확인함.
102. ↑  Kurp, Josh (2019년 8월 23일). “'Joker' Lands A Rating That No Live-Action Batman Movie Has Ever Received”. 《Uproxx》. 2019년 9월 2일에 원본 문서에서 보존된 문서. 2019년 9월 2일에 확인함.
103. ↑  김민정 기자 (2019년 10월 16일). “미국선 청불, 우리는 15세?…'조커' 등급 결정 살펴보니”. SBS. 2021년 12월 9일에 확인함.
104. ↑  Nicholson, Tom (2019년 9월 25일). “Ah, So That's Why Joaquin Phoenix's 'Joker' Is Set In 1981”. 《Esquire》. 2022년 1월 2일에 확인함.
105. 1 2  Tancacy, Jazz (2019년 11월 11일). “How ‘Joker’ Production Designer and Costume Designer Brought New Color to a Familiar World”. 《Variety》. 2022년 1월 2일에 확인함.
106. ↑  Pond, Steve (2019년 12월 18일). “How ‘Joker’ Designer Mapped Gotham With a Touch of DC Comics and a Lot of Old NYC Squalor (Map)”. 《The Wrap》. 2022년 1월 4일에 확인함.
107. ↑  Desowitz, Bill (2019년 11월 14일). “Creating Unstable New York States of Mind for Todd Phillips’ ‘Joker’ and Edward Norton’s ‘Motherless Brooklyn’”. 《Indiewire》. 2022년 1월 2일에 확인함.
108. ↑  Mancuso, Vinnie (2020년 1월 23일). “'Joker's Biggest Crime Is Robbing Gotham City of a Personality”. 《Collider》. 2022년 1월 2일에 확인함.
109. 1 2  “Joker Director Breaks Down the Opening Scene | Vanity Fair”. 《Vanity Fair》. 2019년 10월 8일. 2022년 1월 2일에 확인함.
110. ↑  Giroux, Jack (2019년 10월 23일). “'Joker' Cinematographer Lawrence Sher On Contrasts And Chaos [Spoiler Interview]”. 《Slashfilm》. 2022년 1월 2일에 확인함.
111. 1 2  Acuna, Kirsten (2019년 10월 4일). “12 details and references you may have missed in 'Joker'”. 《Insider》. 2022년 1월 2일에 확인함.
112. 1 2 3 4  Yujin, Jung (2019년 10월 11일). “'조커', 배급사가 공개한 11개 트리비아…'배트맨' 오마주?”. 《News1》. 2022년 1월 2일에 확인함.
113. ↑  “Joker”. 《MovieLocations.com》. 2022년 1월 4일에 확인함.
114. ↑  Obenson, Tambay (2019년 10월 19일). “‘Joker’ Makes a Strange Connection Between Arthur Fleck and the Struggles of Black Women — Analysis”. 《Indiewire》. 2022년 1월 4일에 확인함.
115. ↑  Acuna, Kirsten (2019년 10월 4일). “12 details and references you may have missed in 'Joker'”. 《Insider》. 2022년 1월 2일에 확인함.
116. ↑  Acuna, Kirsten (2019년 10월 4일). “12 details and references you may have missed in 'Joker'”. 《Insider》. 2022년 1월 2일에 확인함.
117. ↑  Vejvoda, Jim (2019년 10월 10일). “Joker: Did You Catch This Batman v Superman Connection?”. 《IGN》. 2022년 1월 2일에 확인함.
118. ↑  Rougeau, Michael (2019년 10월 4일). “Joker Movie: 17 Easter Eggs And References You Might Have Missed”. 《Gamespot》. 2022년 1월 4일에 확인함.
119. ↑  Outlaw, Kofi (2019년 10월 9일). “Joker: All of the Major Easter Eggs in the Movie”. 《Comicbook.com》. 2022년 1월 2일에 확인함.
120. ↑  Rougeau, Michael (2019년 10월 4일). “Joker Movie: 17 Easter Eggs And References You Might Have Missed”. 《Gamespot》. 2022년 1월 4일에 확인함.
121. ↑  Outlaw, Kofi (2019년 10월 9일). “Joker: All of the Major Easter Eggs in the Movie”. 《Comicbook.com》. 2022년 1월 2일에 확인함.
122. ↑  Sharf, Zack (2019년 10월 16일). “Some of the Internet’s Wild ‘Joker’ Theories Are Just Coincidences, Says Todd Phillips”. 《Indiewire》. 2022년 1월 2일에 확인함.
123. ↑  Vejvoda, Jim (2019년 10월 8일). “Joker: The Batman Easter Egg You May Have Missed”. 《IGN》. 2022년 1월 2일에 확인함.
124. ↑  Lawrence, Gregory (2019년 10월 11일). “Todd Phillips Explains Why You Won't Find Many Easter Eggs in 'Joker'”. 《Collider》. 2022년 1월 2일에 확인함.
125. ↑  Ro, Crystal (2019년 10월 5일). “17 "Joker" Behind-The-Scenes Facts That Are Fascinating And Impressive”. 《Buzzfeed》. 2022년 1월 14일에 확인함.
126. ↑  Shanchez, Omar (2019년 9월 26일). “‘Joker’ Director Todd Phillips Wanted Joaquin Phoenix’s Arthur to Look ‘Wolf-Like and Malnourished’”. 《The Wrap》. 2022년 1월 14일에 확인함.
127. ↑  Stone, Sam (2019년 8월 14일). “Joaquin Phoenix Reveals the Dark, Real World Origin of His Joker's Laugh”. 《Comic Book Resources》. 2019년 8월 14일에 원본 문서에서 보존된 문서. 2019년 8월 14일에 확인함.
128. 1 2  Thompson, Luke (2020년 1월 6일). “How ‘Joker’ May Not Be The Clown You Think He Is”. 《Forbes》. 2022년 1월 21일에 확인함.
129. ↑  Nicholson, Tome (2019년 10월 17일). “Here's What Joaquin Phoenix And Todd Phillips Think Of All Your 'Joker' Fan Theories”. 《Esquire》. 2022년 1월 21일에 확인함.
130. ↑  Rottenberg, Josh (2019년 11월 13일). “Why Joaquin Phoenix likes your 'Joker' theories. He's also got his own”. 《Los Angeles Times》 (Los Angeles, California: Tribune Publishing Company). 2019년 12월 18일에 원본 문서에서 보존된 문서. 2019년 12월 26일에 확인함.
131. ↑  Nicholson, Tom (2019년 10월 7일). “Hang On, Is The Bad Stand-Up Set In 'Joker' Actually... Really Good?”. 《Esquire》. 2022년 1월 21일에 확인함.
132. ↑  Davis, Brandon (2018년 9월 17일). “Brett Cullen Cast as Thomas Wayne in 'The Joker'”. 《ComicBook.com》. 2018년 9월 17일에 원본 문서에서 보존된 문서. 2018년 9월 18일에 확인함.
133. ↑  Peel, Jeremy (2019년 10월 17일). “Thomas Wayne in Joker: How the Film Recast Batman's Dad as Gotham's Villain”. 《IGN》. 2022년 1월 17일에 확인함.
134. ↑  Burton, Byron (2019년 10월 5일). “‘Joker’ Actor Brett Cullen on Thomas Wayne’s Secret”. 《The Hollywood Reporter》. 2022년 1월 17일에 확인함.
135. 1 2 3 4 5  Whitlock, Cathy (2019년 10월 3일). “The Style Transformation of Joaquin Phoenix as the Joker”. 《The Hollywood Reporter》. 2022년 1월 14일에 확인함.
136. 1 2 3  Grobar, Matt (2019년 11월 12일). “Costume Designer Mark Bridges On Honing ‘Joker’s Transformation & “Easter Eggs” Within Noah Baumbach’s ‘Marriage Story’”. 《Deadline Hollywood》. 2022년 1월 14일에 확인함.
137. 1 2  Inoa, Christopher (2019년 10월 14일). “WHY 'JOKER'S COSTUME DESIGNER DECIDED TO IGNORE THE COMICS ENTIRELY”. 《Inverse》. 2022년 1월 21일에 확인함.
138. ↑  James, Daron (2019년 10월 3일). “How Makeup, Hair and Costume Team Gave ‘Joker’ a New Look for Origin Story”. 《Variety》. 2022년 1월 14일에 확인함.
139. ↑  “Hildur Gudnadottir to Score Todd Phillips' 'Joker' Origin Movie”. 《Film Music Reporter》. 2018년 8월 23일. 2018년 9월 17일에 원본 문서에서 보존된 문서. 2018년 8월 28일에 확인함.
140. ↑  Kala Bhavani, Divya (2019년 7월 31일). “Working on 'Chernobyl' and 'Joker' came with a lot of pressure, says Emmy-nominated composer Hildur Guðnadóttir”. 《The Hindu》. 2019년 7월 31일에 원본 문서에서 보존된 문서. 2019년 9월 2일에 확인함.
141. 1 2  Appleford, Steve (2019년 10월 11일). “Will a convicted pedophile make a fortune from a 'Joker' song?”. 《Los Angeles Times》. 2019년 10월 12일에 원본 문서에서 보존된 문서. 2019년 10월 13일에 확인함.
142. ↑  “'Joker' Soundtrack Details”. 《Film Music Reporter》. 2019년 9월 23일. 2019년 9월 24일에 원본 문서에서 보존된 문서. 2018년 10월 4일에 확인함.
143. ↑  Neglia, Matt (2019년 12월 19일). “The 2019 Satellite Award Winners”. 《Next Best Picture》. 2019년 12월 20일에 원본 문서에서 보존된 문서. 2019년 12월 20일에 확인함.
144. ↑  “Winners & Nominees 2020”. 《Golden Globe Awards》. 2020년 8월 29일에 원본 문서에서 보존된 문서. 2019년 12월 31일에 확인함.
145. ↑  Shanley, Patrick (2018년 9월 16일). “Joaquin Phoenix's Joker Unveiled in First-Look Photo”. 《The Hollywood Reporter》. 2018년 9월 17일에 원본 문서에서 보존된 문서. 2018년 9월 18일에 확인함.
146. ↑  Patches, Matt (2018년 9월 21일). “Joaquin Phoenix's Joker makeup revealed in behind-the-scenes footage”. 《Polygon》. 2018년 9월 21일에 원본 문서에서 보존된 문서. 2018년 9월 21일에 확인함.
147. ↑  Sandwell, Ian (2019년 4월 2일). “Joker's first trailer is coming tomorrow”. 《Digital Spy》. 2019년 4월 2일에 원본 문서에서 보존된 문서. 2019년 4월 2일에 확인함.
148. ↑  Peters, Megan (2019년 4월 3일). “'Joker' Trailer Draws In Rave Reactions”. 《ComicBook.com》. 2019년 4월 4일에 원본 문서에서 보존된 문서. 2019년 4월 4일에 확인함.
149. ↑  Sharf, Zack (2019년 4월 2일). “Joker' First Trailer Stuns CinemaCon, Critics Compare Footage to 'Taxi Driver' and 'Requiem for a Dream'”. 《IndieWire》. 2019년 4월 2일에 원본 문서에서 보존된 문서. 2019년 4월 2일에 확인함.
150. ↑  Rubin, Rebecca (2019년 4월 2일). “Joaquin Phoenix 'Joker' Footage Debuts at CinemaCon”. 《Variety》. 2019년 4월 3일에 원본 문서에서 보존된 문서. 2019년 4월 2일에 확인함.
151. ↑  Galanis, Evangelia (2019년 4월 4일). “Joker: Mark Hamill Weighs in on Joaquin Phoenix's Chilling Trailer”. 《Comic Book Resources》. 2019년 4월 4일에 원본 문서에서 보존된 문서. 2019년 4월 4일에 확인함.
152. ↑  Lussier, Germain (2019년 4월 2일). “We Just Got Our First Look at Footage of Joaquin Phoenix in DC's Joker”. 《io9》. 2019년 4월 3일에 원본 문서에서 보존된 문서. 2019년 4월 2일에 확인함.
153. ↑  Cashmere, Paul (2019년 4월 4일). “Joker Trailer Clocks Up Over 8 Million Views in a few hours”. 《Noise11》. 2019년 4월 4일에 원본 문서에서 보존된 문서. 2019년 4월 4일에 확인함.
154. ↑  Anderson, Jenna (2019년 8월 25일). “Joaquin Phoenix's Joker Movie Releases New Teasers, Reveals Trailer Release Date”. 《ComicBook.com》. 2019년 8월 25일에 원본 문서에서 보존된 문서. 2019년 8월 25일에 확인함.
155. ↑  Perine, Aaron (2019년 8월 28일). “Kevin Smith Praises the New Joker Trailer”. 《ComicBook.com》. 2019년 8월 29일에 원본 문서에서 보존된 문서. 2019년 8월 28일에 확인함.
156. ↑  Tartaglione, Nancy (2019년 8월 31일). “'Joker' Is Wild, Gets Eight-Minute Standing Ovation At Venice Film Festival”. 《Deadline Hollywood》. 2019년 8월 31일에 원본 문서에서 보존된 문서. 2019년 8월 31일에 확인함.
157. ↑  “Joaquin Phoenix's Joker film praised as a dark and twisted "masterpiece" by critics as first reactions land”. 《Digital Spy》. 2019년 8월 31일. 2019년 8월 31일에 원본 문서에서 보존된 문서. 2019년 8월 31일에 확인함.
158. ↑  “Joker”. 《토론토 국제 영화제》. 2019년 7월 24일에 원본 문서에서 보존된 문서. 2019년 8월 19일에 확인함.
159. ↑  McClintock, Pamela; Kit, Borys (2018년 6월 18일). “'Joker' Origin Movie Lands Fall 2019 Release Date”. 《The Hollywood Reporter》. 2018년 7월 19일에 원본 문서에서 보존된 문서. 2018년 7월 18일에 확인함.
160. ↑  “Joker Is Powerful, Confused And Provocative, Just Like The Character”. 《Gizmodo》 (영어). 2019년 9월 2일. 2019년 9월 2일에 원본 문서에서 보존된 문서. 2019년 9월 2일에 확인함.
161. ↑  “Trump hosts White House screening of 'Joker'”. 《Yahoo! News》 (미국 영어). 2020년 4월 29일에 원본 문서에서 보존된 문서. 2020년 5월 14일에 확인함.
162. ↑  Sharf, Jack (2019년 11월 12일). “‘Joker’ Cinematographer Says Warner Bros. Passed on Original Plan for 70mm Shoot”. 《Indiewire》. 2022년 1월 18일에 확인함.
163. ↑  Newsarama staff (2020년 1월 14일). “JOKER Rushed Back to Theaters After Double-Digit Oscar Nominations”. 《Newsarama》. 2020년 1월 15일에 원본 문서에서 보존된 문서. 2020년 1월 15일에 확인함.
164. ↑  Cameron, Dell (2019년 9월 24일). “U.S. Military Issues Warning to Troops About Incel Violence at Joker Screenings [Updated]”. 《io9》. 2019년 9월 25일에 원본 문서에서 보존된 문서. 2019년 9월 26일에 확인함.
165. ↑  D'Alessandro, Anthony (2019년 9월 27일). “'Joker': Warner Bros Restricts Broadcast & Print Reporters From Red Carpet At Hollywood Premiere”. 《Deadline Hollywood》. 2019년 9월 30일에 원본 문서에서 보존된 문서. 2019년 9월 30일에 확인함.
166. ↑  Sanchez, Omar (2019년 9월 25일). “'Joker' Director Todd Phillips Rebuffs Criticism of Dark Tone: 'We Didn't Make the Movie to Push Buttons' (Exclusive)”. 《TheWrap》. 2019년 9월 25일에 원본 문서에서 보존된 문서. 2019년 9월 26일에 확인함.
167. ↑  Murray, Tom (2019년 9월 24일). “Joaquin Phoenix walked out of an interview after a critic asked him whether 'Joker' would inspire mass shooters”. 《Insider》. 2020년 8월 30일에 원본 문서에서 보존된 문서. 2019년 9월 30일에 확인함.
168. ↑  Donnely, Matt (2019년 9월 27일). “'Joker' Premiere Disinvites Interview Press From Hollywood Red Carpet”. 《Variety》. 2019년 9월 30일에 원본 문서에서 보존된 문서. 2019년 9월 30일에 확인함.
169. ↑  Kaufman, Amy (2019년 9월 27일). “Warner Bros. says the 'Joker' team won't give interviews at its red carpet premiere”. 《Los Angeles Times》. 2019년 9월 30일에 원본 문서에서 보존된 문서. 2019년 9월 30일에 확인함.
170. ↑  Cavna, Michael (2019년 10월 3일). “Why 'Joker' became one of the most divisive movies of the year”. 《The Washington Post》 (영어). 2019년 10월 3일에 원본 문서에서 보존된 문서. 2019년 10월 3일에 확인함.
171. ↑  D'Alessandro, Anthony (2019년 9월 24일). “'Joker' Will Not Play At Aurora Theater Where 2012 'Dark Knight Rises' Shooting Occurred; Some Victims' Families Call On Warner Bros To Back Gun Reform”. 《Deadline Hollywood》. 2019년 9월 24일에 원본 문서에서 보존된 문서. 2019년 9월 24일에 확인함.
172. ↑  Donnelly, Matt (2019년 9월 27일). “'Joker' Premiere Disinvites Interview Press From Hollywood Red Carpet”. 《Variety》 (영어). 2019년 9월 28일에 원본 문서에서 보존된 문서. 2019년 9월 28일에 확인함.
173. ↑  Reyes, Mike (2019년 12월 3일). “Joker Is Coming To Digital, DVD And Blu-ray Just In Time For The Holidays”. 《CinemaBlend》. 2021년 4월 17일에 원본 문서에서 보존된 문서. 2021년 4월 15일에 확인함.
174. ↑  Lawrence, Gregory (2019년 10월 29일). “'Joker,' All Other DC Titles Will Be Available to Stream on HBO Max From Day One”. 《Collider》. 2019년 10월 30일에 원본 문서에서 보존된 문서. 2019년 10월 29일에 확인함.
175. ↑  “'Joker' is now the highest-grossing R-rated film of all time”. 《Entertainment Weekly》 (영어). 2019년 11월 6일에 원본 문서에서 보존된 문서. 2019년 11월 10일에 확인함.
176. 1 2  Nolfi, Joey (2019년 11월 15일). “Joker becomes first R-rated movie to gross $1 billion worldwide”. 《Entertainment Weekly》. 2019년 11월 16일에 원본 문서에서 보존된 문서. 2019년 11월 17일에 확인함.
177. ↑  Hughes, William (2019년 11월 8일). “Joker is now the most profitable comic book movie of all time”. 《The A.V. Club》. 2019년 11월 9일에 원본 문서에서 보존된 문서. 2019년 11월 8일에 확인함.
178. ↑  Rubin, Rebecca (2019년 10월 23일). “Box Office: How 'Joker' Became Insanely Profitable”. 《Variety》. 2019년 10월 23일에 원본 문서에서 보존된 문서. 2019년 10월 23일에 확인함.
179. ↑  D'Alessandro, Anthony (2020년 4월 23일). “'Joker' Makes Serious Profit As No. 4 In Deadline's 2019 Most Valuable Blockbuster Tournament”. 《Deadline Hollywood》. 2020년 8월 17일에 원본 문서에서 보존된 문서. 2020년 4월 23일에 확인함.
180. ↑  Robbins, Shawn (2019년 8월 9일). “Long Range Forecast: Joker”. 《Boxoffice Pro》. 2019년 8월 10일에 원본 문서에서 보존된 문서. 2019년 8월 19일에 확인함.
181. ↑  Barnhardt, Adam (2019년 9월 1일). “New Box Office Tracking Suggests Joker Could Close in on $100M Opening Weekend”. 《ComicBook.com》. 2019년 9월 2일에 원본 문서에서 보존된 문서. 2019년 9월 1일에 확인함.
182. ↑  Robbins, Shawn (2019년 9월 6일). “Long Range Forecast: Terminator: Dark Fate, Plus a Big Joker Update”. 《Boxoffice Pro》. 2020년 8월 1일에 원본 문서에서 보존된 문서. 2019년 9월 7일에 확인함.
183. ↑  Clark, Travis (2019년 9월 9일). “'Joker' is projected to break multiple box-office records when it hits theaters”. 《Business Insider》. 2019년 9월 10일에 원본 문서에서 보존된 문서. 2019년 9월 9일에 확인함.
184. ↑  D'Alessandro, Anthony (2019년 9월 11일). “'Joker' Is Wild On Tracking With $82M-$90M Projected Opening – Early B.O. Read”. 《Deadline Hollywood》. 2019년 9월 13일에 원본 문서에서 보존된 문서. 2019년 9월 11일에 확인함.
185. ↑  D'Alessandro, Anthony (2019년 9월 30일). “'Joker' Atom Tickets Pre-Sales Besting 'Venom' & 'It Chapter Two'; Batman Villain Pic Still Eyeing $80M+ October Record Debut”. 《Deadline Hollywood》. 2019년 10월 1일에 원본 문서에서 보존된 문서. 2019년 9월 30일에 확인함.
186. ↑  McNary, Dave; Rubin, Rebecca (2019년 10월 6일). “'Joker' smashes October box office record with $93.5M debut”. 《Variety》. 2019년 10월 6일에 원본 문서에서 보존된 문서. 2019년 10월 6일에 확인함.
187. 1 2  McClintock, Pamela (2019년 10월 6일). “'Joker' Box Office: All the Records Broken”. 《The Hollywood Reporter》. 2019년 10월 6일에 원본 문서에서 보존된 문서. 2019년 10월 7일에 확인함.
188. ↑  D'Alessandro, Anthony (2019년 10월 13일). “'Joker' $55M+ Scores 2nd Weekend October Record, 'Addams Family' Rich $30M+, 'Gemini Man' Still Not Dazzling $20M – Sunday B.O. Update”. 《Deadline Hollywood》. 2019년 10월 11일에 원본 문서에서 보존된 문서. 2019년 10월 13일에 확인함.
189. ↑  D'Alessandro, Anthony (2019년 10월 20일). “'Maleficent: Mistress Of Evil' No Magic With $36M+, 'Joker' Still Stealing 2nd Place From 'Zombieland 2' With $28M+”. 《Deadline Hollywood》. 2019년 10월 19일에 원본 문서에서 보존된 문서. 2019년 10월 20일에 확인함.
190. ↑  D'Alessandro, Anthony (2019년 10월 28일). “'Maleficent: Mistress Of Evil' Tricks 'Joker' & Steals No. 1 With $19.37M After Dead Heat B.O. Battle”. 《Deadline Hollywood》. 2019년 10월 30일에 원본 문서에서 보존된 문서. 2019년 10월 28일에 확인함.
191. ↑  D'Alessandro, Anthony; Tartaglione, Nancy (2019년 10월 1일). “'Joker' To Laugh Up $155M+ Opening Around The World – Box Office Preview”. 《Deadline Hollywood》. 2019년 10월 2일에 원본 문서에서 보존된 문서. 2019년 10월 3일에 확인함.
192. ↑  Tartaglione, Nancy (2019년 10월 6일). “'Joker' Jolts October With $141M Overseas & $234M Global Bows, Thrashes 'Venom' Records – International Box Office”. 《Deadline Hollywood》. 2019년 10월 11일에 원본 문서에서 보존된 문서. 2019년 10월 6일에 확인함.
193. ↑  Fowler, Matt (2019년 10월 13일). “Box Office: Joker Scores $55 Million Second Weekend”. 《IGN》. 2019년 10월 14일에 원본 문서에서 보존된 문서. 2019년 10월 16일에 확인함.
194. ↑  McClintock, Pamela (2019년 10월 20일). “Box Office: 'Maleficent 2' Stumbles to No. 1 With $36M; 'Joker' Snags Magical $29M”. 《The Hollywood Reporter》. 2019년 10월 20일에 원본 문서에서 보존된 문서. 2019년 10월 20일에 확인함.
195. ↑  McClintock, Pamela (2019년 10월 20일). “Box Office: 'Joker' to Become Top-Grossing R-Rated Pic of All Time”. 《The Hollywood Reporter》. 2019년 10월 21일에 원본 문서에서 보존된 문서. 2019년 10월 20일에 확인함.
196. ↑  Tartaglione, Nancy (2019년 10월 27일). “'Joker' Laughing At $850M WW As 'Maleficent 2' Nears $300M & 'Terminator: Dark Fate' Unlucky With $13M Offshore Bow – International Box Office”. 《Deadline Hollywood》. 2019년 10월 30일에 원본 문서에서 보존된 문서. 2019년 10월 27일에 확인함.
197. 1 2  Russell, Steve (2019년 9월 2일). “Joker: Jim Lee Reviews Todd Phillips' DC Film”. 《Comic Book Resources》. 2019년 9월 3일에 원본 문서에서 보존된 문서. 2019년 9월 3일에 확인함.
198. ↑  “Joker (2019)”. 《로튼 토마토》. 판당고 미디어. September 4, 2019에 원본 문서에서 보존된 문서. 144월2022에 확인함.
199. ↑  "Joker (2019)". 《메타크리틱》. 레드 벤처스. Archived from the original on September 1, 2019. Retrieved February 13, 2021.
200. ↑  “조커”. 씨네21. 2019년 10월 2일. 2021년 12월 29일에 확인함.
201. ↑  Kermode, Mark (2019년 10월 6일). “Joker review – an ace turn from Joaquin Phoenix”. 《The Observer》. 2019년 10월 6일에 원본 문서에서 보존된 문서. 2019년 10월 7일에 확인함.
202. ↑  Vejvoda, Jim (2019년 8월 31일). “Joker Review”. IGN. 2019년 8월 31일에 원본 문서에서 보존된 문서. 2019년 9월 1일에 확인함.
203. ↑  Brooks, Xan (2019년 8월 31일). “Joker review – Joaquin Phoenix's villain has last laugh in twisted tale”. 《The Guardian》. 2019년 9월 1일에 원본 문서에서 보존된 문서. 2019년 9월 1일에 확인함.
204. ↑  Gleiberman, Owen (2019년 8월 31일). “Venice Film Review: 'Joker'”. 《버라이어티 (잡지)》. 2019년 9월 1일에 원본 문서에서 보존된 문서. 2019년 9월 1일에 확인함.
205. ↑  Davis, Brandon (2019년 9월 2일). “Joker Review: An Insane Masterpiece Based on DC Comics Villain”. 《ComicBook.com》. 2019년 9월 2일에 원본 문서에서 보존된 문서. 2019년 9월 5일에 확인함.
206. ↑  Hammond, Pete (2019년 8월 31일). “'Joker' Review: Joaquin Phoenix Kills It In Dark, Timely DC Origin Movie That Is No Laughing Matter – Venice Film Festival”. 《Deadline Hollywood》. 2019년 9월 1일에 원본 문서에서 보존된 문서. 2019년 9월 7일에 확인함.
207. ↑  Travers, Peter (2019년 9월 27일). “'Joker' Review: Joaquin Phoenix's Joker Is Indeed Wild”. 《Rolling Stone》. 2019년 10월 2일에 원본 문서에서 보존된 문서. 2019년 10월 3일에 확인함.
208. ↑  David Ehrlich (2019년 8월 31일). “'Joker' Review: For Better or Worse, Superhero Movies Will Never Be the Same”. IndieWire. 2019년 8월 31일에 원본 문서에서 보존된 문서. 2019년 9월 1일에 확인함.
209. ↑  Kenny, Glenn (2019년 8월 31일). “Joker Movie Review & Film Summary (2019)”. RogerEbert.com. 2019년 8월 31일에 원본 문서에서 보존된 문서. 2019년 9월 1일에 확인함.
210. ↑  Mohan, Sajesh (2019년 10월 13일). “Analysing 'Joker': Only ashes remain as Joaquin Phoenix takes off to glory”. 《October 13, 2019》. Onmanorama. 2019년 10월 14일에 원본 문서에서 보존된 문서. 2019년 10월 14일에 확인함.
211. ↑  Zacharek, Stephanie (2019년 8월 31일). “Joker Wants to Be a Movie About the Emptiness of Our Culture. Instead, It's a Prime Example of It”. 《Time》. 2019년 9월 1일에 원본 문서에서 보존된 문서. 2019년 9월 2일에 확인함.
212. ↑  Weldon, Glen (2019년 10월 3일). “'Joker' Is Wild ... ly Dull”. 《October 3, 2019》. NPR. 2019년 10월 4일에 원본 문서에서 보존된 문서. 2019년 10월 4일에 확인함.
213. ↑  Bradshaw, Peter (2019년 10월 3일). “Joker review – the most disappointing film of the year”. 《The Guardian》. 2019년 10월 4일에 원본 문서에서 보존된 문서. 2019년 10월 4일에 확인함.
214. ↑  El-Mahmoud, Sarah (2019년 10월 5일). “Joker Actor Mark Hamill Shares His Take On Joaquin Phoenix's Movie”. 《CinemaBlend》. 2019년 10월 6일에 원본 문서에서 보존된 문서. 2019년 10월 6일에 확인함.
215. ↑  Abramovitch, Seth; Pope, Chip (2020년 3월 7일). “Richard Donner: 'Superman'”. 《It Happened In Hollywood》 (팟캐스트).  50:00에 발생. 2020년 5월 31일에 원본 문서에서 보존된 문서. 2021년 9월 4일에 확인함 – Apple Podcasts 경유.
216. ↑  Lattanzio, Ryan (2019년 10월 5일). “Michael Moore Calls 'Joker' a Masterpiece: 'The Greater Danger to Society May Be If You Don't See This Movie'”. 《IndieWire》. 2019년 10월 5일에 원본 문서에서 보존된 문서. 2019년 10월 6일에 확인함.
217. ↑  Ayres, Andrea (2019년 10월 6일). “Thanos Snaps Back: Josh Brolin Defends Joker Movie in Fiery Post”. 《SyFy Wire》. 2019년 10월 6일에 원본 문서에서 보존된 문서. 2019년 10월 7일에 확인함.
218. ↑  Sharf, Zack (2019년 11월 2일). “Jessica Chastain says Joaquin Phoenix's 'Joker' performance is one of the 'greatest pieces of acting' she's ever seen”. 《Business Insider》. 2020년 8월 29일에 원본 문서에서 보존된 문서. 2019년 12월 10일에 확인함.
219. ↑  Collins, Lauren (2019년 11월 6일). “The World According to Phoebe Waller-Bridge”. 《Vogue》. 2019년 11월 11일에 원본 문서에서 보존된 문서. 2019년 11월 11일에 확인함.
220. ↑  Grater, Tom (2020년 11월 16일). “David Fincher Calls 'Joker' A "Betrayal Of The Mentally Ill" & Explains Signing Exclusive Netflix Deal”. 《Deadline Hollywood》. 2020년 11월 16일에 원본 문서에서 보존된 문서. 2020년 11월 16일에 확인함.
221. ↑  “Oscars: The Complete Winners List”. 《The Hollywood Reporter》. 2020년 2월 9일. 2020년 8월 1일에 원본 문서에서 보존된 문서. 2020년 2월 10일에 확인함.
222. ↑  Sheehan, Paul (2020년 2월 2일). “2020 BAFTA Awards: Full winners list of the 73rd annual British Academy Film Awards”. Gold Derby. 2020년 2월 2일에 원본 문서에서 보존된 문서. 2020년 2월 2일에 확인함.
223. ↑  Bisset, Jennifer (2020년 1월 5일). “Golden Globes 2020: The full winners list”. 《CNET》. 2020년 1월 6일에 원본 문서에서 보존된 문서. 2020년 1월 6일에 확인함.
224. ↑  Hammond, Pete (2019년 12월 8일). “'The Irishman','Once Upon A Time In Hollywood' Lead Critics Choice Nominations; Netflix Dominates With 61 Nods In Movies And TV”. 《Deadline Hollywood》. 2019년 12월 8일에 원본 문서에서 보존된 문서. 2019년 12월 8일에 확인함.
225. ↑  Tangcay, Jazz (2019년 12월 4일). “AFI Awards: Top Films and TV Shows Include 'Joker,' 'Farewell,' 'Succession,' 'Watchmen'”. 《Variety》. 2019년 12월 4일에 원본 문서에서 보존된 문서. 2019년 12월 4일에 확인함.
226. ↑  “2020 Writers Guild Awards Screenplay Nominations Announced”. Writers Guild of America Awards. 2020년 1월 6일. 2020년 8월 28일에 원본 문서에서 보존된 문서. 2020년 1월 28일에 확인함.
227. ↑  Crist, Allison (2020년 1월 18일). “PGA Awards: '1917' Named Outstanding Motion Picture”. 《The Hollywood Reporter》. 2020년 1월 28일에 원본 문서에서 보존된 문서. 2020년 1월 28일에 확인함.
228. ↑  Bennett, Anita (2020년 1월 11일). “Make-Up & Hairstylists Awards: 'Bombshell', 'Fosse/Verdon', 'SNL' Lead Winners”. 《Deadline Hollywood》. 2020년 4월 8일에 원본 문서에서 보존된 문서. 2020년 1월 28일에 확인함.
229. ↑  Anderson, Ariston (2019년 9월 6일). “Venice: Todd Phillips' 'Joker' Wins Golden Lion, Roman Polanski Wins Silver Lion”. 《The Hollywood Reporter》. 2019년 9월 7일에 원본 문서에서 보존된 문서. 2019년 11월 22일에 확인함.
230. ↑  Davis, Brandon (2019년 9월 2일). “Joker: Your Biggest Questions Answered (Spoiler-Free)”. 《ComicBook.com》. 2019년 9월 3일에 원본 문서에서 보존된 문서. 2019년 9월 2일에 확인함.
231. 1 2  Kent, Stephen (2019년 8월 30일). “The brilliant new Joker movie offers an uncomfortable message about mass shooters”. 《The Washington Examiner》. 2019년 9월 2일에 원본 문서에서 보존된 문서. 2019년 9월 5일에 확인함.
232. ↑  Gramuglia, Anthony (2019년 9월 5일). “Why Joker Is Sparking a Backlash Over Its Portrayal of Incel Violence”. 《Comic Book Resources》. 2019년 9월 5일에 원본 문서에서 보존된 문서. 2019년 9월 7일에 확인함.
233. ↑  Vejvoda, Jim (2019년 8월 31일). “Joker Review”. IGN. 2019년 8월 31일에 원본 문서에서 보존된 문서. 2019년 9월 1일에 확인함.
234. ↑  Hammond, Pete (2019년 8월 31일). “'Joker' Review: Joaquin Phoenix Kills It In Dark, Timely DC Origin Movie That Is No Laughing Matter – Venice Film Festival”. 《Deadline Hollywood》. 2019년 9월 1일에 원본 문서에서 보존된 문서. 2019년 9월 7일에 확인함.
235. ↑  Newland, Christina (2019년 9월 2일). “'Incel' violence is horrific, but Joker is complex, and doesn't take sides”. 《The Guardian》. 2019년 9월 4일에 원본 문서에서 보존된 문서. 2019년 9월 5일에 확인함.
236. ↑  Robinson, Chauncey K. (2019년 10월 4일). “'Joker' exposes the broken class system that creates its own monsters”. 《People's World》. 2019년 10월 4일에 원본 문서에서 보존된 문서. 2019년 10월 4일에 확인함.
237. ↑  Lang, Brent (2019년 9월 5일). “From 'Joker' Controversy to Oscar Contenders, 5 Burning Questions at the Toronto Film Festival”. 《Variety》. 2019년 9월 5일에 원본 문서에서 보존된 문서. 2019년 9월 5일에 확인함.
238. ↑  Outlaw, Kofi (2019년 9월 5일). “Joker Movie is Already Stirring Controversy”. 《ComicBook.com》. 2019년 9월 5일에 원본 문서에서 보존된 문서. 2019년 9월 5일에 확인함.
239. ↑  Lawson, Richard (2019년 8월 31일). “Joker Review: Joaquin Phoenix Towers in a Deeply Troubling Origin Story — Todd Phillips's bracing, disturbing film has an undeniable impact—for good and bad.”. 《Vanity Fair》. 2019년 9월 3일에 원본 문서에서 보존된 문서. 2019년 9월 5일에 확인함.
240. ↑  Geraghty, Jim (2019년 9월 4일). “Burning It All Down, Nihilism, and the Joker”. 《National Review》. 2020년 8월 29일에 원본 문서에서 보존된 문서. 2019년 9월 5일에 확인함.
241. ↑  Shindler, Michael (2019년 10월 15일). “The Joke's on You: Why Leviathan Needs Joker”. 《Mere Orthodoxy》. 2019년 10월 16일에 원본 문서에서 보존된 문서. 2019년 10월 16일에 확인함.
242. ↑  Miller, Julie (2019년 10월 14일). “Leading Neurocriminologist Considers Joker "a Great Educational Tool"”. 《Vanity Fair》. 2019년 10월 15일에 원본 문서에서 보존된 문서. 2019년 10월 14일에 확인함.
243. 1 2  Ahmed, Kamran (2019년 10월 26일). “As a psychiatrist, I was blown away by the latest Joker”. 《Sydney Morning Herald》. 2019년 10월 28일에 원본 문서에서 보존된 문서. 2019년 10월 28일에 확인함.
244. ↑  Pierce, Tony (2019년 10월 9일). “Analyzing 'Joker' with a Psychiatrist Who Treats People Like the Joker”. 《Los Angeleno》 (미국 영어). 2019년 11월 1일에 원본 문서에서 보존된 문서. 2019년 10월 31일에 확인함.
245. ↑  “Joker isn't an ode to the far right – it's a warning against austerity”. 《The Guardian》. 2019년 10월 11일. 2019년 10월 17일에 원본 문서에서 보존된 문서. 2019년 10월 17일에 확인함.
246. ↑  “Italia 5 stelle, Beppe Grillo apre il suo intervento a Napoli truccato da Joker: "Non faccio piani, sono il caos"”. 《Il Fatto Quotidiano》 (이탈리아어). 2019년 10월 13일. 2019년 10월 14일에 원본 문서에서 보존된 문서. 2019년 10월 14일에 확인함.
247. ↑  Ashcraft, Brian (2021년 3월 10일). “Politician Dressed Like The Joker Is Campaigning In Japan”. 《Kotaku》. 2021년 12월 27일에 확인함.
248. 1 2 3 4  “From Beirut to Hong Kong, the face of the Joker is appearing in demonstrations”. 《France 24》. 2019년 10월 24일. 2019년 10월 25일에 원본 문서에서 보존된 문서. 2019년 10월 25일에 확인함.
249. 1 2  Kaur, Harmeet (2019년 11월 3일). “In protests around the world, one image stands out: The Joker”. 《CNN》. 2020년 8월 29일에 원본 문서에서 보존된 문서. 2020년 1월 19일에 확인함.
250. ↑  “French protesters, police clash on 'yellow vest' anniversary”. 《SBS World News》. 2019년 11월 17일. 2021년 4월 15일에 원본 문서에서 보존된 문서. 2021년 4월 15일에 확인함.
251. ↑  Mahdawi, Arwa (2019년 10월 30일). “Meme tourism has turned the world into the seventh circle of selfie hell”. 《The Guardian》. 2020년 8월 29일에 원본 문서에서 보존된 문서. 2020년 2월 19일에 확인함.
252. ↑  Alter, Rebecca (2019년 10월 24일). “The Dance of Freedom. The Death Bells. The Meme-ing of the Joker.”. 《Vulture》. 2020년 5월 1일에 원본 문서에서 보존된 문서. 2020년 2월 19일에 확인함.
253. ↑  Fordham, Josh (2021년 9월 24일). “Usyk 'dressed like the Joker' and was trying to get into AJ's head, says Hearn”. 《Talksport》. 2021년 11월 28일에 확인함.
254. ↑  Schaefer, Sandy (2018년 6월 13일). “DC's Non-DCEU Movie Label May Be Called DC Dark or DC Black”. 《Screen Rant》. 2019년 4월 1일에 원본 문서에서 보존된 문서. 2019년 4월 1일에 확인함.
255. ↑  Chichizola, Corey (2019년 9월 17일). “Joker Director Todd Phillips Clarifies Sequel Comments”. 《CinemaBlend》. 2019년 11월 13일에 원본 문서에서 보존된 문서. 2019년 9월 17일에 확인함.
256. ↑  Sharf, Zack (2019년 10월 7일). “Joaquin Phoenix Stirs 'Joker' Sequel Buzz: 'Where the Character Can Go Is Endless'”. 《IndieWire》. 2019년 10월 7일에 원본 문서에서 보존된 문서. 2019년 10월 7일에 확인함.
257. ↑  Siegel, Tatiana (2019년 11월 20일). “'Joker' Sequel in the Works as Todd Phillips Eyes More DC Origin Movies (Exclusive)”. 《The Hollywood Reporter》. 2019년 11월 20일에 원본 문서에서 보존된 문서. 2019년 11월 20일에 확인함.
258. ↑  Fleming, Mike Jr. (2019년 11월 20일). “Don't Dress For 'Joker' Sequel Yet; Insiders Say Todd Phillips Never Pitched Origin Film Series On Other DC Characters”. 《Deadline Hollywood》. 2019년 11월 20일에 원본 문서에서 보존된 문서. 2019년 11월 20일에 확인함.
259. ↑  Mercante, Alyssa (2019년 11월 21일). “Todd Philips sets record straight on Joker 2: "There's not a contract for us to even write a sequel"”. 《GamesRadar+》. 2019년 11월 22일에 원본 문서에서 보존된 문서. 2019년 11월 22일에 확인함.
260. 1 2  Sharf, Zack (2020년 1월 3일). “Will 'Joker' Start Its Own Movie Universe? Todd Phillips Wants Batman Film Set in Same World”. 《IndieWire》 (영어). 2020년 4월 17일에 원본 문서에서 보존된 문서. 2020년 8월 25일에 확인함.
261. ↑  Siegel, Tatiana (2021년 5월 5일). “Behind Warner Bros.' Search for a Black Superman”. 《The Hollywood Reporter》. 2021년 5월 5일에 원본 문서에서 보존된 문서. 2021년 5월 5일에 확인함.
262. ↑  Hughes, William (2021년 5월 28일). “Todd Phillips is reportedly co-writing a Joker sequel”. 《The A.V. Club》. 2021년 5월 29일에 원본 문서에서 보존된 문서. 2021년 5월 30일에 확인함.